# 中国人民解放军军服
中国人民解放军军服是中国人民解放军自1927年创立至今所使用的制式服装、鞋帽以及徽章。目前中国人民解放军采用于2021年末开始换装的“21”式军服。

## 服装

### 作训服及作训大衣
作训服是指作战和训练中使用的服装，民间习惯称其为迷彩服，现在列装的作训服为21式作训服，分为冬、夏两季。
21式作训服绰号“星空迷彩”。按作战地形划分为林地、荒漠、丛林、城市、沙漠等五种，相较于07式，21作训服左胸前，不论官兵均有了刺绣工艺的姓名贴。同时配发新式棕色轻便作战靴，鞋面由铬鞣黄牛棕色头层反绒革和复合帆布组成，舒适透气，轻便耐穿；新式防寒靴鞋头加厚防撞，结实耐穿，鞋面采用优质牛反绒材质，防水防滑、抗寒保暖。于2022年配发部队。

### 常服
常服一般在教育、会议、机关办公的场合使用，按季节分为夏常服、春秋常服和冬常服，而陆海空三军常服颜色又有不同。
夏常服，分长袖、短袖两种，用于不同天气，束腰衬衣式样。

### 体能训练服
体能训练服只在体能训练或文体活动中使用，上身为灰色T恤，下身为藏蓝色短裤。

### 礼服
礼服分为军官礼服、礼兵哨礼服、仪仗队礼宾服、军乐团礼宾服和文工团礼服、文职人员礼服。

### 作业服
作业服是中国人民解放军于2022年开始采用的新款服饰种类，参考俄军的勤务服，采用夹克款式设计，区分春秋、冬作业服，运用新的军种颜色，配套大（卷）檐帽、作业服皮鞋(现已使用常服皮鞋代替)。

### 非现役军人
对于由非现役军人担任的军队领导人，如中央军委主席、部分中央军委副主席，他们在视察部队和参加军队活动时会穿着没有领花、军衔的军服。通常，在机关会穿着没有军帽、领花、军衔、臂章和胸章的陆军制式夏常服或者军绿色中山装。在作战单位视察时，则有可能会穿着没有军衔，但有中央军委臂章和军委总部胸章的作训服。

## 徽章

### 军衔符号
军衔有两种，一种是肩章，另一种是领章。
肩章分为套式肩章、礼服硬肩章、常服硬肩章，分别佩戴于绒衣（作训大衣）、礼服、常服。
领章军衔佩戴于作训服。

### 胸标
现行为15式胸标，2016年起配发全军，共8种。每种胸标分为金属胸标、软胸标两类，金属胸标佩戴在礼服及春秋、冬常服上，软胸标佩戴在夏常服和作训服上，材料、工艺和07式金属胸标、软胸标相同，佩戴的服装类型也完全一致。2017年又增加1种。
1. 中央军委机关胸标：长方形底板左右两侧边的上下两角为圆弧形，底板为金黄色；底板下托银色橄榄枝。底板中间为盾牌，其上方为长城垛口，盾牌底色自左至由分别为藏青色、红色、天蓝色，盾牌内中央为红黄双色“八一”五星军徽。“八一”五星军徽加盾牌中间红底色，象征中国人民解放军是中国共产党绝对领导下的人民军队，底板中间的松枝绿色和盾牌内的藏青色、天蓝色底色分别象征陆地、海洋和天空，寓意中国人民解放军具备全天候、全区域作战能力，是维护国家主权和领土安全的钢铁长城[5]。
2. 中央军委机关直属单位胸标：与中央军委机关胸标样式基本相同。不同之处一是盾牌内采用银色五星，五星尺寸比中央军委机关胸标的“八一”五星小；二是长方形底板左右两侧边的上下两角为直角形，底板及底板下托的橄榄枝为银色[5]。
3. 战区胸标：在中央军委机关直属单位胸标基础上，盾牌内红、藏青、天蓝底色改成一种松枝绿色，盾牌中间的战区标志与战区臂章主标志的设计元素一致[5]。
4. 战略支援部队胸标：在中央军委机关直属单位胸标基础上，盾牌内为五星和航天标志、卫星轨迹组合标志。盾牌的红色底色加五星象征中国共产党对军队的绝对领导，底板中间的松枝绿色和盾牌的藏青色、天蓝色底色分别象征陆地、海洋和天空，寓意战略支援部队具备全方位作战支援能力[5]。
5. 陆军胸标：设计元素反映现代新型陆军的机械化作战装备、陆航元素等。履带、机翼抽象而成“V”字形底托，底托中间镶嵌银色五星，五星下方为车轮（齿轮）、枪炮口、“十”字形瞄准线抽象而成的圆形图案，两侧配橄榄枝，“V”字两条边以装甲履带抽象而成，并且分别向外延伸形成机翼象形图形。履带、机翼象征现代陆军三大主力装备：火炮、坦克、直升机；车轮（齿轮）、枪炮口、“十”字形瞄准线组合标志象征机械化装备和精准打击，体现现代陆军“全域机动、立体作战”的特点，寓意“精确打击、百战百胜”[5]。
6. 海军胸标：与07式海军胸标一致[5]。
7. 空军胸标：与07式空军胸标一致[5]。
8. 火箭军胸标：设计元素由五星、导弹、象征胜利的“V”字底托、祥云状火焰（象征导弹发射时推进剂燃烧形成的气体）和橄榄枝组成。五星、导弹居中，导弹呈发射状态，“V”字底托向上、向外延伸成祥云状火焰，火焰底色深红色。寓意火箭军是维护国家主权和领土安全的“威慑核心、战略支撑、安全基石”[5]。
9. 联勤保障部队胸标：2017年8月1日起，联勤保障部队统一佩戴。图案由军徽、五星、长城垛口和托举的双手构成，寓意联勤保障部队的地位作用和使命任务[6]。

### 姓名牌
用于标示佩戴人姓名，上面为汉字，下面是拼音。分软硬两种，硬用于礼服、冬常服、春秋常服，软用于夏常服。只有军官佩戴。佩戴于右胸兜盖上，位于胸标之下。

### 国防服役章
外形为和平鸽与军旗（解放军）或国旗（武警）图案，所有军人均配发但只有士兵和学员佩戴于常服左胸兜上方，在军人退役、转业时允许保留作为纪念。

### 级别资历章
用于标示佩戴人在军中的级别以及军龄。一排为连职或者排职，二排为营职，三排为团职，以此类推，最多7排。分为夏常服使用的夏资历章和春秋常服使用的资历章。2023年1月1日起废除，解放军部队开始逐步换发勋表。

### 勋表
2023年1月28日，中央军事委员会主席习近平签署命令，发布《军人勋表管理规定》，自2023年1月1日起施行。勋表突出练兵备战、体现岗位奉献、适应军人职业发展路径并兼顾军种特色等，设立4类39个项目，集中反映官兵功勋荣誉表彰、服役经历、岗位职务层级、服役年限。

### 帽徽
帽徽为桃形，图案中有松枝叶、天安门、齿轮、麦穗及八一军徽。

中国人民解放军帽徽（2007式）

### 臂章
现行为15式臂章，2016年起配发全军，呈盾形，共54种。2017年增加1种、2018年增加1种。此外，仪仗队、军乐团、礼仪哨兵佩戴14式礼宾服所配臂章共4种。
中国人民解放军军种臂章
中国人民解放军军种臂章共5种。陆军臂章标注“中国人民解放军陆军”文字，主标志由两部分组成：上方是红黄双色“八一”五星军徽，下方是陆军新型装备表征物组成的陆军符号。海军臂章标注“中国人民解放军海军”，主标志由两部分组成：上方是红黄双色“八一”五星军徽，下方是铁锚、海浪图案。空军臂章标注“中国人民解放军空军”，主标志由两部分组成：上方是红黄双色“八一”五星军徽，下方是螺旋桨、飞翅图案。火箭军臂章标注“中国人民解放军火箭军”，主标志由两部分组成：上方是红黄双色“八一”五星军徽，下方是导弹图案。战略支援部队臂章标注“中国人民解放军战略支援部队”文字，主标志采用红黄双色“八一”五星军徽加航天标志和卫星轨迹设计元素。

中国人民解放军陆军
中国人民解放军海军
中国人民解放军空军
中国人民解放军火箭军
中国人民解放军战略支援部队

中国人民解放军联勤保障部队臂章
中国人民解放军联勤保障部队臂章1种。2017年8月1日起，联勤保障部队统一佩戴。臂章标注“中国人民解放军联勤保障部队”文字，主标志由两部分组成：上方是红黄双色“八一”五星军徽，下方图案由军徽、五星、长城垛口和托举的双手构成。

中国人民解放军联勤保障部队

中国人民解放军驻港、澳部队臂章
中国人民解放军驻港、澳部队臂章共4种。标注“中国人民解放军驻香港部队”或“中国人民解放军驻澳门部队”文字，主标志由三部分组成：上方是红黄双色“八一”五星军徽，中间是陆军、海军或空军军种符号（驻澳门部队只有陆军），下方是香港特别行政区或澳门特别行政区区徽。陆军、海军或空军军种符号与调整改进过的陆军、海军或空军军种符号一致。

中国人民解放军驻香港部队（陆军）
中国人民解放军驻香港部队（海军）
中国人民解放军驻香港部队（空军）
中国人民解放军驻澳门部队（陆军）

海外驻军专用臂章
驻吉布提保障基地专用臂章图案由国旗、橄榄枝和“中国人民解放军驻吉布提保障基地”中英文名称构成，寓意解放军驻吉布提保障基地部队是一支维护世界和平稳定的重要力量。
中央军委及其办事机构臂章
中央军委及其办事机构臂章共17种，包括“中央军委”臂章以及中央军委设“一厅、六部、三委、三办、一局、一署、一巡视机构”共16个办事机构的臂章，除在每种臂章中标注各办事机构名称外，主标志均采用中国人民解放军军旗。
1. 中央军委
2. 中央军委办公厅
3. 中央军委联合参谋部
4. 中央军委政治工作部
5. 中央军委后勤保障部
6. 中央军委装备发展部
7. 中央军委训练管理部
8. 中央军委国防动员部
9. 中央军委纪律检查委员会
10. 中央军委政法委员会
11. 中央军委科学技术委员会
12. 中央军委改革和编制办公室
13. 中央军委战略规划办公室
14. 中央军委国际军事合作办公室
15. 中央军委机关事务管理总局
16. 中央军委巡视机构
17. 中央军委审计署

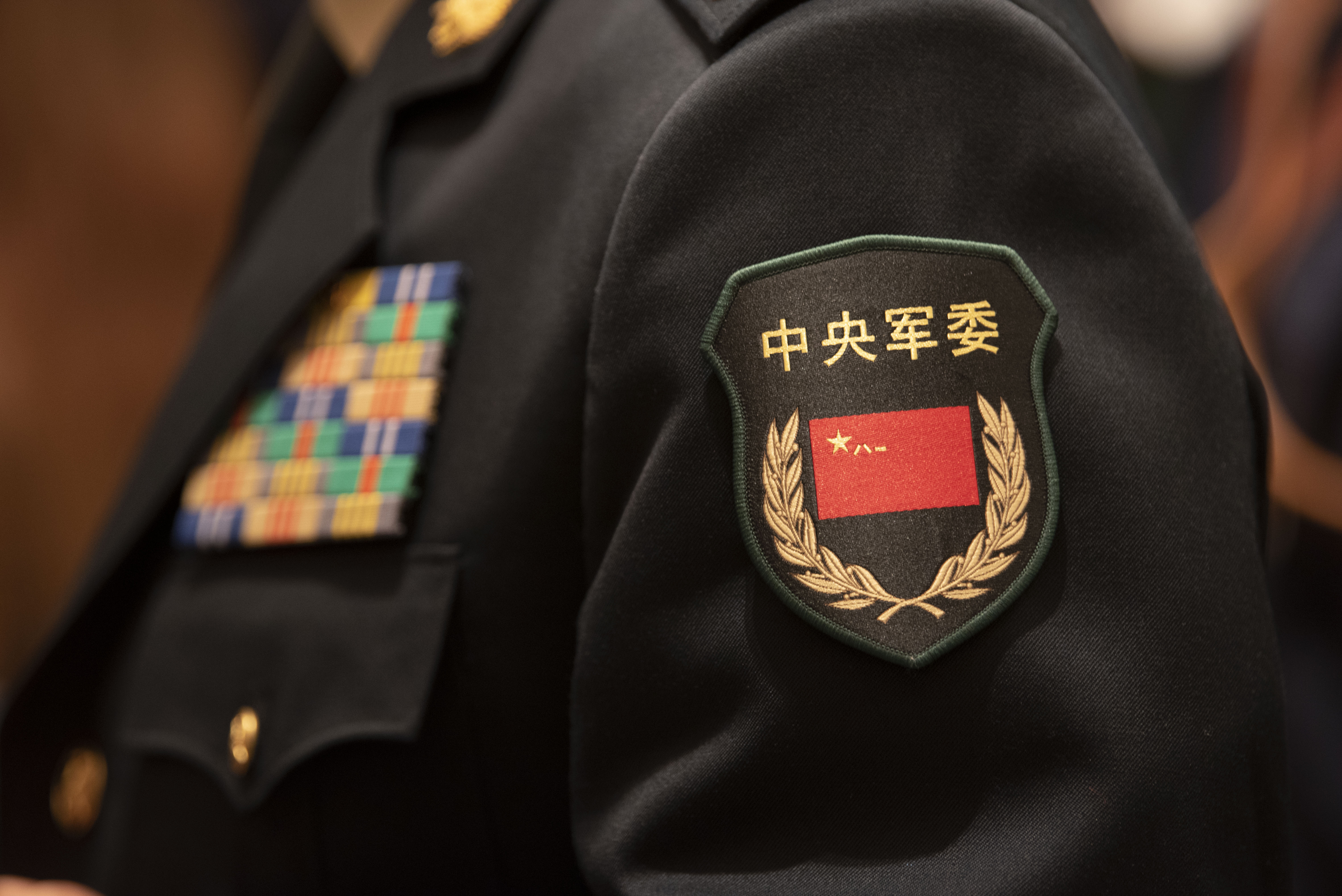
中央军委

中华人民共和国国防部臂章
中华人民共和国国防部臂章1种，主要采用中华人民共和国国旗，体现国防部面向全国、面向国际社会的职能特点。
1. 中华人民共和国国防部

中央军委办事机构直属单位臂章
中央军委机关直属单位臂章共15种。中央军委机关直属单位受相应的中央军委办事机构领导，臂章主标志采用红黄双色“八一”五星军徽，臂章中标注的“××直属单位”并非指某个单位，而是同类直属单位的统称。佩带同一种“××直属单位”臂章的官兵可能来自不同单位。
1. 中央军委办公厅直属单位
2. 联合参谋部直属单位
3. 政治工作部直属单位
4. 后勤保障部直属单位
5. 装备发展部直属单位
6. 训练管理部直属单位
7. 国防动员单位
8. 纪律检查委员会直属单位
9. 政法委员会直属单位
10. 科学技术委员会直属单位
11. 改革和编制办公室直属单位
12. 战略规划办公室直属单位
13. 国际军事合作办公室直属单位
14. 机关事务管理总局直属单位
15. 审计署直属单位

中国人民解放军军事法院、军事检察院臂章
中国人民解放军军事法院、军事检察院臂章共4种。中国人民解放军军事法院、中国人民解放军军事检察院臂章的设计参照中央军委及其办事机构臂章设计，标注“中国人民解放军军事法院”或“中国人民解放军军事检察院”，主标志采用中国人民解放军军旗；中国人民解放军直属军事法院、直属检察院参照中央军委办事机构直属单位臂章设计，标注“中国人民解放军军事法院”或“中国人民解放军军事检察院”，主标志采用红黄双色“八一”五星军徽。
1. 中国人民解放军军事法院
2. 中国人民解放军军事检察院

中国人民解放军战区臂章
中国人民解放军战区臂章共5种。标注“中国人民解放军××战区”，主标志采用红黄双色“八一”五星军徽加融合铁锚、飞翅、导弹和交叉刀、枪于一体的设计元素组成。刀象征指挥，枪、铁锚、飞翅、导弹分别象征陆军、海军、空军、火箭军，寓意中国人民解放军战区是中央军委领导下对各军种实施联合指挥的机构。

中国人民解放军东部战区
中国人民解放军南部战区
中国人民解放军西部战区
中国人民解放军北部战区
中国人民解放军中部战区

中国人民解放军院校臂章
中国人民解放军院校臂章共3种。中国人民解放军国防大学、中国人民解放军军事科学院、中国人民解放军国防科技大学，臂章与中央军委办事机构直属单位臂章的设计基本一致，主标志采用红黄双色“八一”五星军徽。其他军事院校佩戴其归属单位的臂章，如陆军院校佩戴陆军臂章、海军院校佩戴海军臂章、空军院校佩戴空军臂章，等等。
1. 中国人民解放军国防大学
2. 中国人民解放军军事科学院
3. 中国人民解放军国防科技大学

中国人民解放军仪仗队礼宾服、军乐团行进演奏服及礼兵哨礼服臂章
中国人民解放军仪仗队礼宾服、军乐团行进演奏服及礼兵哨礼服臂章4种。2014年8月1日起，14式仪仗队、军乐团及礼仪哨兵礼宾服正式启用穿着。仪仗队礼宾服臂章为红色底板，标注“中国人民解放军仪仗队”文字，主标志由两部分组成：上方是红黄双色“八一”五星军徽，下方图案由军刀和仪仗步枪组成，主标志外环绕金色橄榄枝。军乐团礼宾服臂章标注“中国人民解放军军乐团”文字，主标志由两部分组成：上方是红黄双色“八一”五星军徽，下方图案是两只军号。其中，红色行进演奏服所配臂章为黄色底板，主标志外环绕绿色橄榄枝，其他礼宾服所配臂章与仪仗队臂章类似，为红色底板，主标志外环绕金色橄榄枝。礼兵哨礼服臂章与仪仗队臂章类似，为红色底板，标注“中国人民解放军礼兵”文字，主标志由两部分组成：上方是红黄双色“八一”五星军徽，下方图案是两支仪仗步枪，主标志外环绕金色橄榄枝。此臂章多见于中央警卫局礼兵中队、阅兵标兵、国家重大会议卫兵等。
1. 中国人民解放军陆海空三军仪仗队
2. 中国人民解放军军乐团
3. 中央警卫局礼兵中队

附：预备役部队臂章
2011年5月1日开始，全军预备役官兵统一换发07式预备役军服，换发对象为编入预备役部队和预编到现役部队的预备役官兵。预备役部队军服通过一些象征意义的元素符号，体现预备役部队是解放军的组成部分，具有寓军于民、亦兵亦民的特点；帽徽、帽饰、钮扣、军衔肩章和领章的材质、形状、图案与现役相同，主要区别是现役为金黄色，预备役为银白色，两者区别明显，整体协调。

中国人民解放军预备役部队

## 帽子

### 大檐帽/卷檐帽
穿常服和礼服时佩戴。男军人着大檐帽，女军人着卷檐帽

### 作训帽
与作训服颜色一致，与作训服配套使用。

### 栽绒帽
根据天气情况适时佩戴。可以搭配除体能训练服之外的所有服装佩戴。

### 防寒面罩
根据天候按需佩戴。

### 贝雷帽
着夏常服时可以佩戴。常见于联合国维和部队。

### 钢盔/防弹头盔
着作训服时佩戴，自1990年代起通常配有与作训服颜色一致的盔罩。

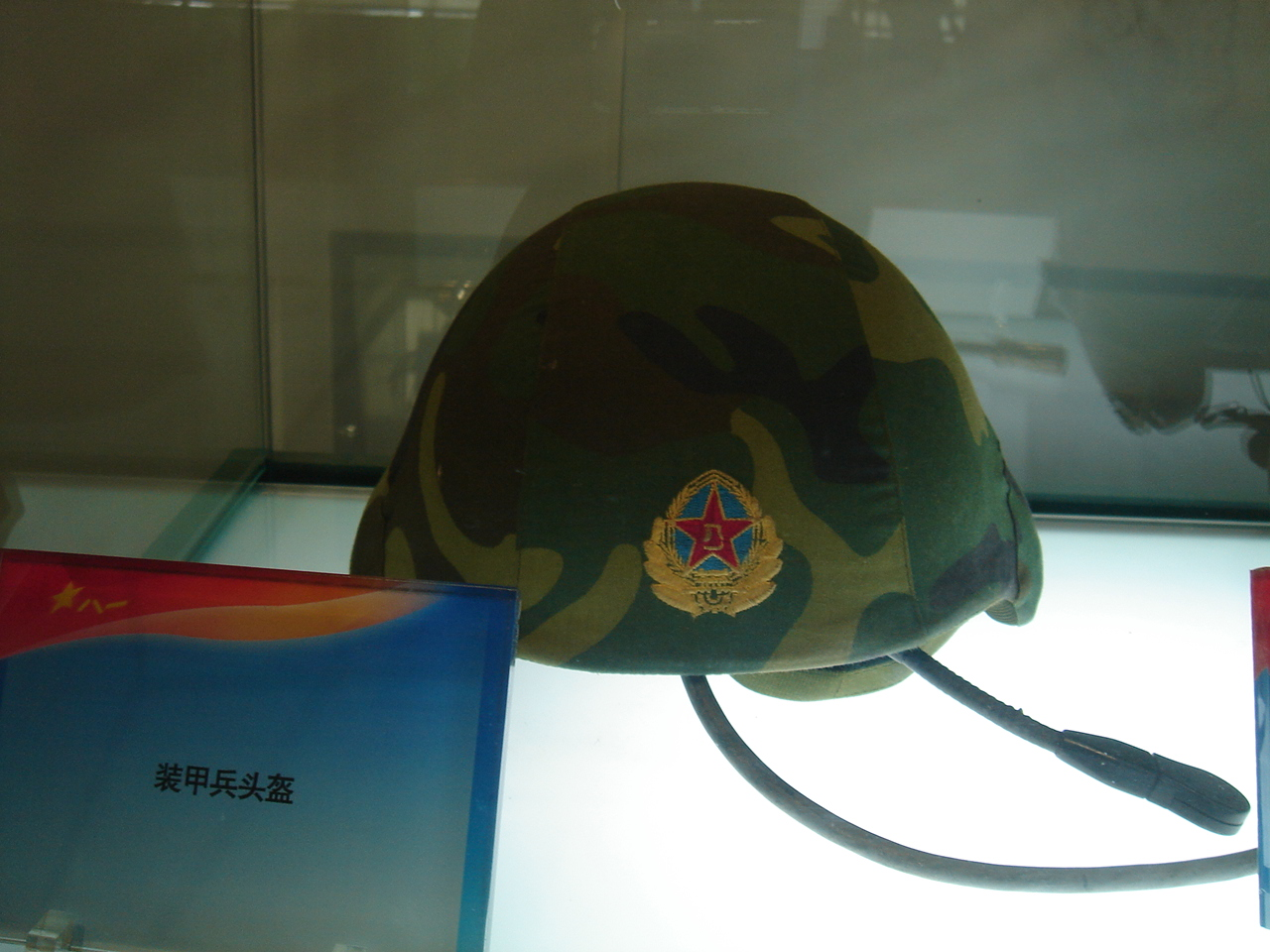
中国人民解放军装甲兵头盔

- 历代制式头盔

- - 苏制SSh40钢盔

- - 日制九〇式钢盔

- - 80式（英语：GK80）钢盔

- - 97式钢盔

- - 02式防弹头盔

- - 03式（英语：QGF-03）防弹头盔

- - 11式防弹头盔

- - 15式防弹头盔

- - 19式防弹头盔

## 鞋

### 作战靴
黑色，下半部分为皮革，上半部分为混纺质料，由3515及3514工厂生产。

### 冬季防寒靴
下半部分为棕色皮革，上半部分是荒漠迷彩，内部有毛。
由3514工厂生产。

### 作训鞋
现在装备的是07作训鞋，黑色胶底，鞋帮为通用迷彩。

## 解放军历史上曾使用过的军服

### 紅軍時期（1927.8-1937.7）
南昌起義後，中國共產黨武裝力量没有自己的统一的军服。部队中有人穿着国民革命军军服、有的穿着自己缝制的衣服。
在中国工农红军时期，1929年，红四军第一次制作了统一的军服，衣服按中山装式样，帽子使用八角帽和仿苏军18式军服样式的布琼尼帽。帽徽为红色五星，领章为红色领章。多为布缝制。

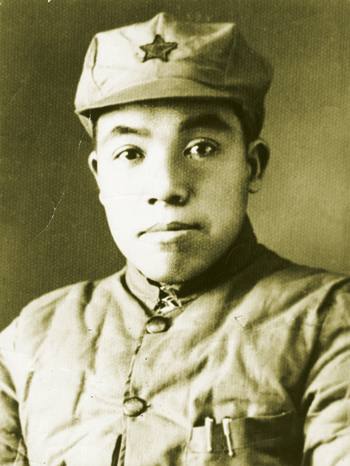
中国工农红军军服（毛泽民）
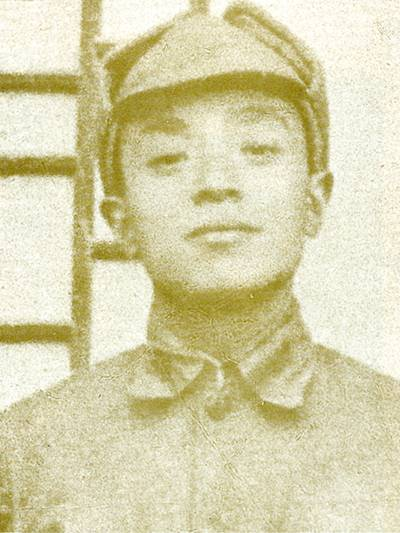
中国工农红军军服（杨尚昆），头戴布琼尼帽
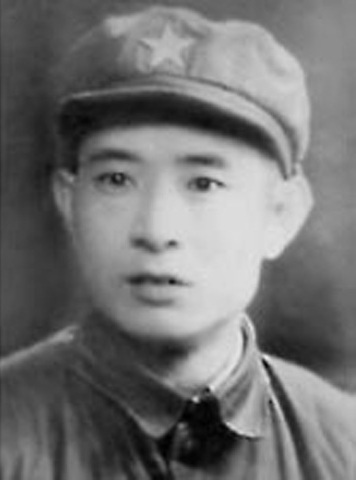
中国工农红军军服(胡耀邦)
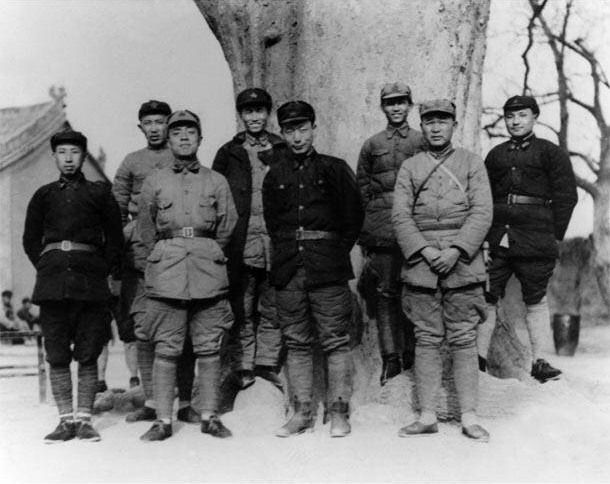
红一军团和红十五军团的干部，军服颜色差别很大。（1936年）
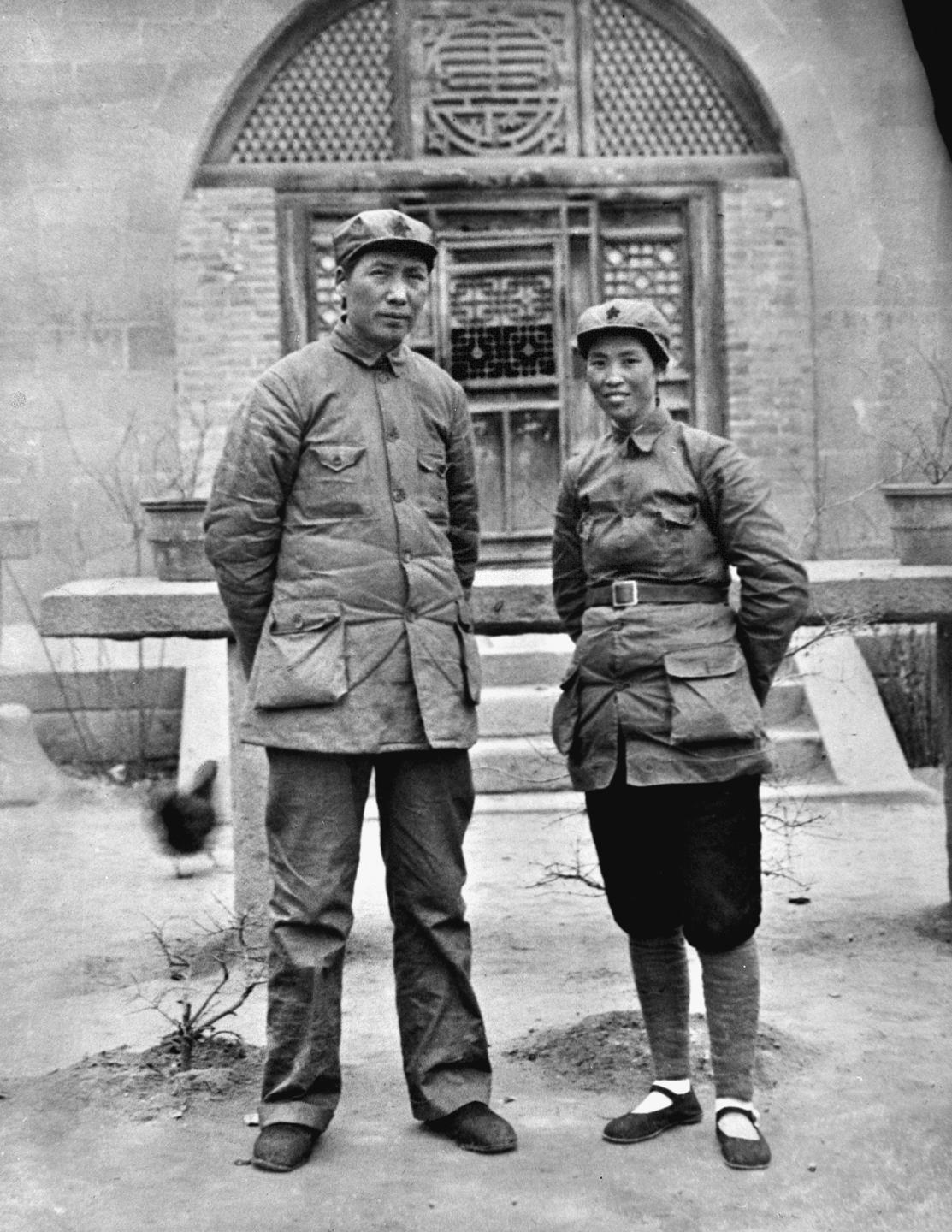
毛泽东和贺子珍
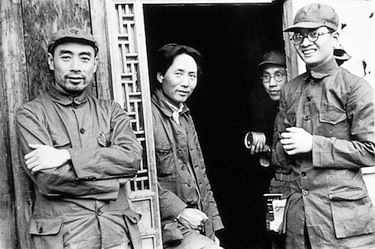
周恩来、毛泽东、博古在延安（1937年）

### 抗日战争时期（1937.7-1945.8）
抗日戰爭時期，八路军使用的是黄绿色军服，而新四军使用的却是灰色军服，布料有区别，但不分尺寸大小。上衣长度固定，均为二尺五。
军帽是德国陆军将军西克特根据欧洲的滑雪帽，为国民革命军设计的。为适合东方人特点，特意将帽檐缩进了不少。

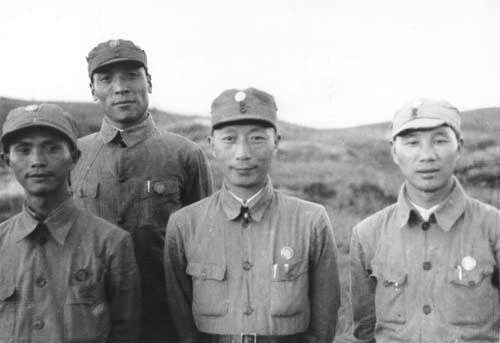
抗日战争时的八路军干部军服（1940年）
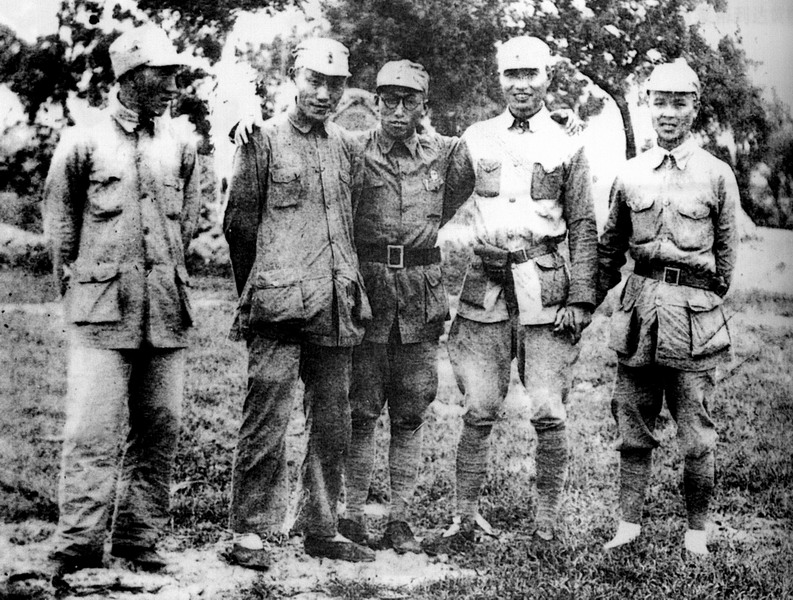
抗日战争时的新四军军服（1940年）
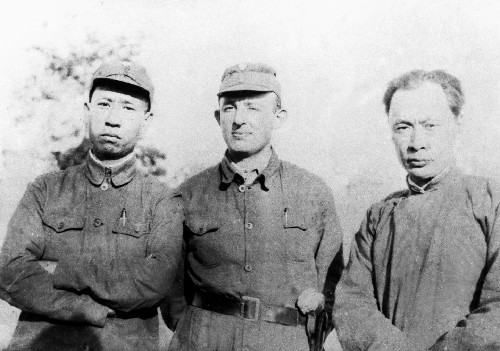
抗日战争时的新四军军服（1943年）
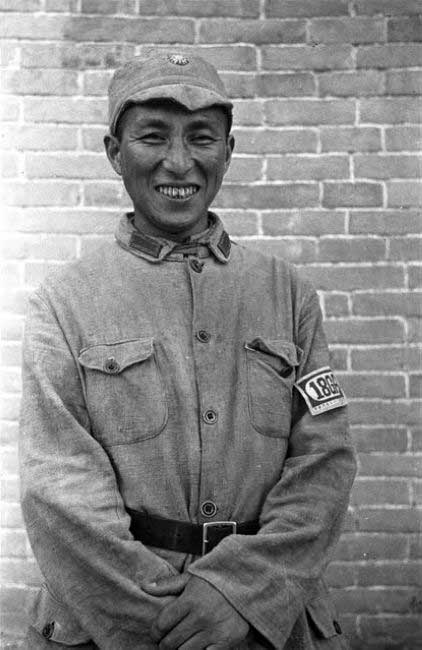
八路军的士兵，帽子是国民革命军的标准军帽，但佩戴红军时期的领章
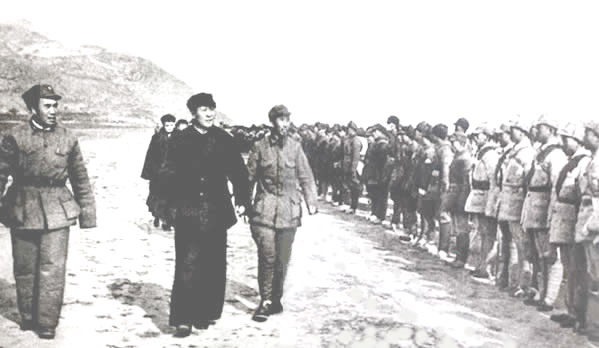
1944年10月，毛泽东（左前2）和朱德（左前1）在延安机场检阅南下的八路军359旅，前左3是王震旅长
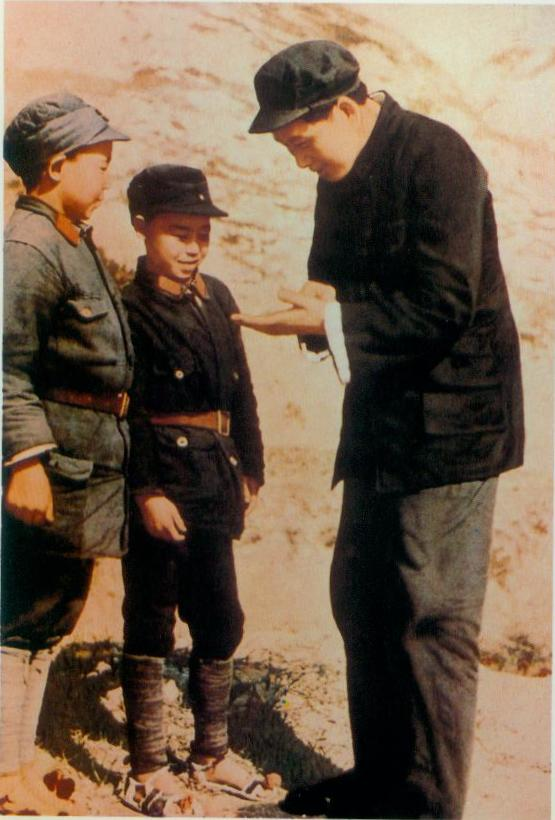
毛泽东和两个小八路

### 第二次国共内战时期（1945.9-1949.10）
第二次国共内战初期，使用的军服与抗日战争时期相同。国共内战前期，各地解放军的军服沿袭各自传统，并不统一，甚至军服颜色大相径庭。著名作家柳青的作品《铜墙铁壁》中提到他所在部队穿的是蓝灰色军服，行军途中遇到其他主力部队穿黄绿色军服觉得很惊诧。
1948年12月召开的全军后勤会议，对统一军服问题进行了研究。中央军委副主席周恩来专门指示，如果军服统一不起来，起码全军要统一军帽。1948年12月23日，中央军委首次下达“统一全军军帽式样”的命令：“各区军队现已常在同一战场作战，为易于识别起见，明年单军帽统一样式，现军委已规定样式，交各区来开后勤会议的同志带回，望各区即照军委规定的新式样制造，不再自定样式”。
军服为黄绿色棉平布中山装，胸前佩带长方形布胸章，印有“中国人民解放军”字样，头戴圆形短檐帽（即解放帽），帽徽为八一军徽。期间，华东军区海军在成立后，将陆军军服改为白色，配发大沿帽，水兵配发水兵服，使用了非制式的海军军服。
开国大典上，戴钢盔受阅部队“有的戴缴获的日本钢盔，有的戴德国钢盔，也有戴苏联支援的日式钢盔”。

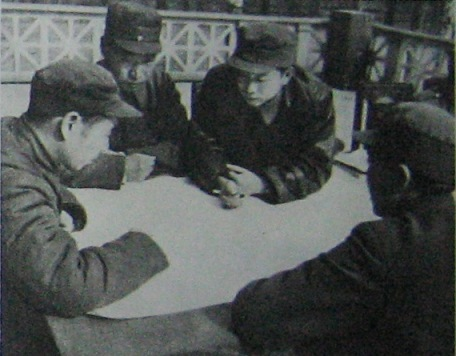
国共内战初期的军服（1946年）
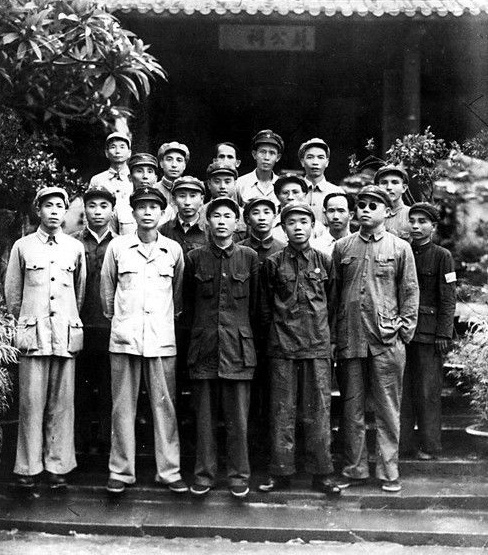
1949年统一后的解放军军服（1950年5月10日）

### 1949年以后（1949.10-至今）
中国人民解放军军服不断更新换代，先后一共进行了大大小小12次军服改革与调整：

#### “五〇”式军服
1950年1月4日起，陆军穿土黄色军服，海军军官穿上白下蓝军服，水兵穿水兵服，空军上土黄下蓝军服；胸前佩戴“中国人民解放军”胸章，平时戴大沿帽。陆军使用国共内战时期的军徽帽徽，海军使用在军徽后衬铁锚的梭形帽徽，空军使用在军徽后衬金鹰双翅的帽徽。女兵军帽同男兵，夏天配发长裙。这样的军服样式，也就是50式军服。
1950年12月7日和1951年1月31日，总后勤部部长杨立三给中央军委副主席周恩来、代总参谋长聂荣臻的两次关于改变军帽样式的请示中提到：前线部队普遍反映戴大盖帽行军作战中穿雨衣戴斗篷和钢盔很不方便，而且成本也高，相当于三顶单帽，建议今后作战剿匪部队发四九年单军帽式，大盖帽一律发后方机关、学校、警卫部队用。1951年2月总参谋部确定，从当年开始，陆军干部、战士的大檐帽陆续改为解放帽，女军人改戴无檐软帽，大檐帽留作礼帽用，陆军军服改回为黄绿色。

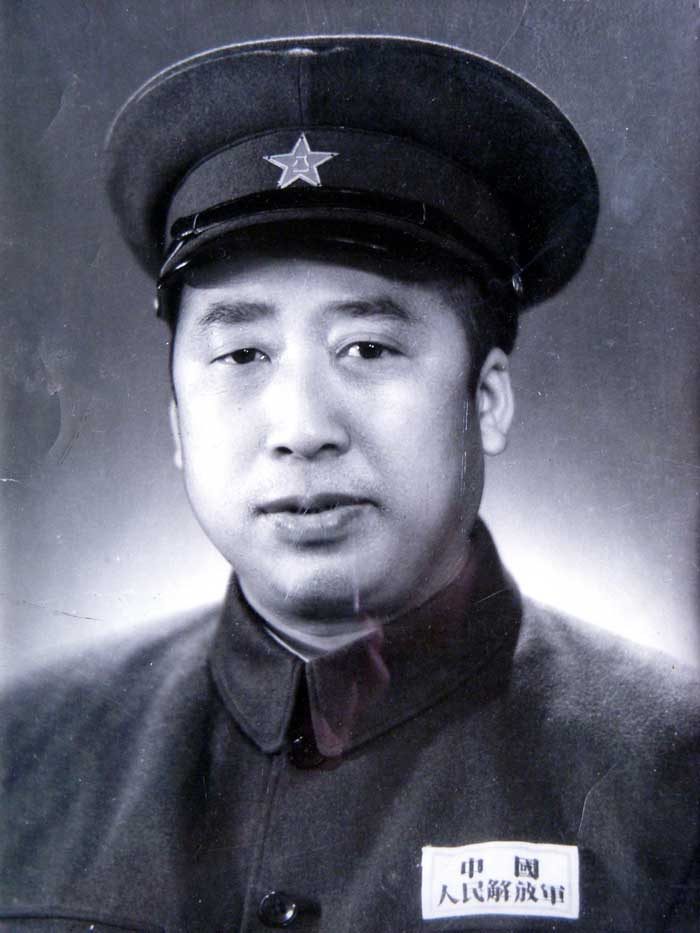
“五零”式军服（滕代远）

#### “五五”式军服
1955年9月中国人民解放军实行军衔制后，于1955年10月1日起在全军正式装备55式军服。55式军服为仿照苏军54式军服设计。这套军服分为礼服、常服、野战服、大衣、夏装等众多品种。并有肩章作为军衔标志。从元帅到尉官均有礼服、常服。军官常服佩戴军衔肩章、兵种领章，男军官戴大檐帽。士兵野战服戴船型帽，佩戴军衔和兵种符号领章。女军人佩戴无檐帽。五五式军服式样复杂，种类繁多。并且是目前解放军历史上唯一在常服上佩戴勋表的军服。陆军军服为棕绿色，海军军官穿上白下蓝军服，水兵穿水兵服，空军为棕绿色上衣和蓝色裤子。
1958年越南人民军在中国军事顾问的建议下决定采用55式军服的设计，命名为58式军服，成为越南人民军第一套正式军衔制军服，此款軍服一直使用至1982年停用。

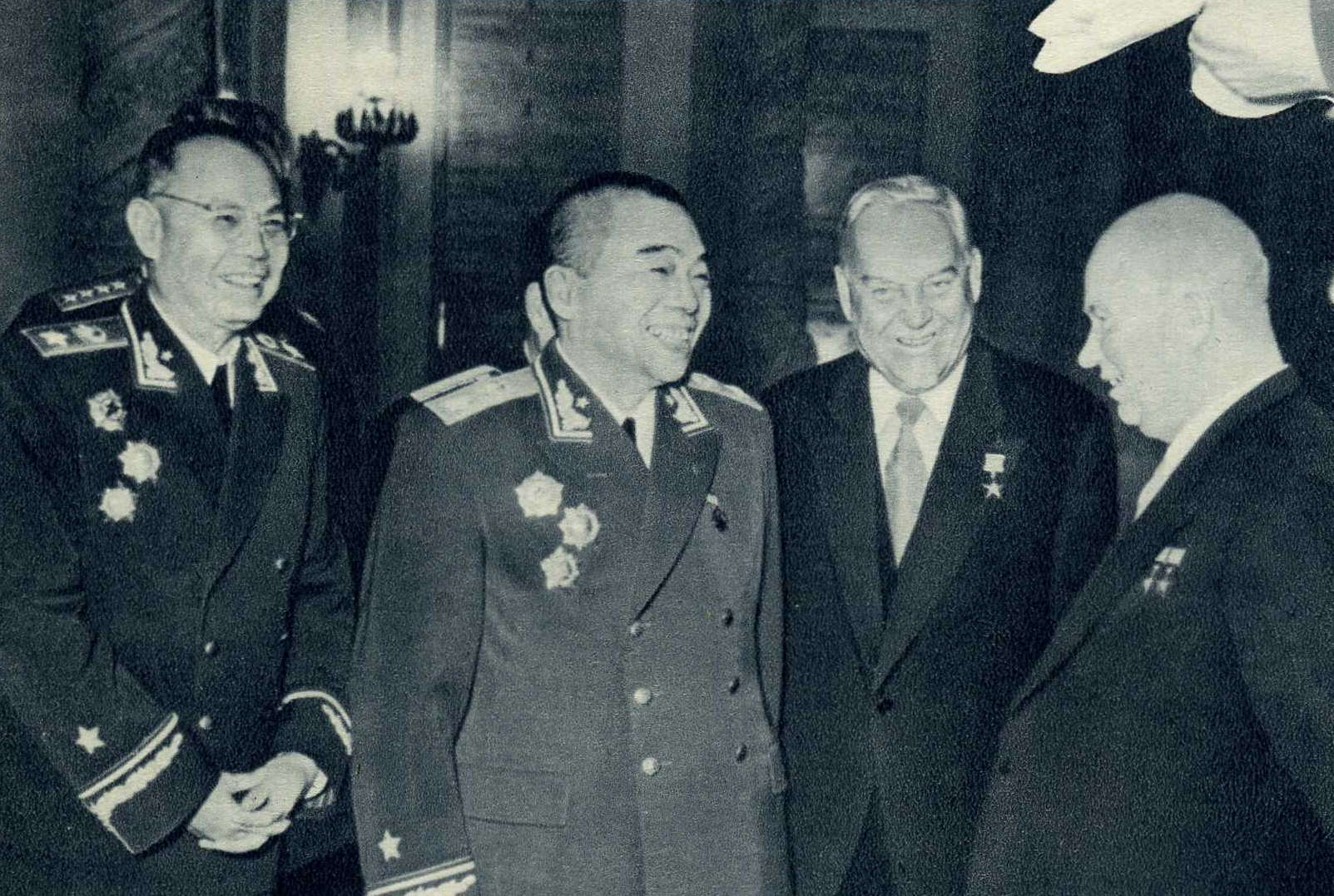
55式元帅礼服（彭德怀元帅、叶剑英元帅1958年访问苏联）
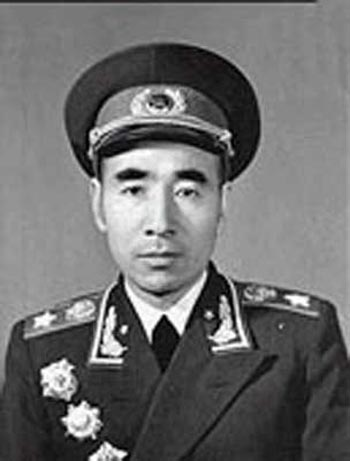
55式元帅礼服（林彪元帅）
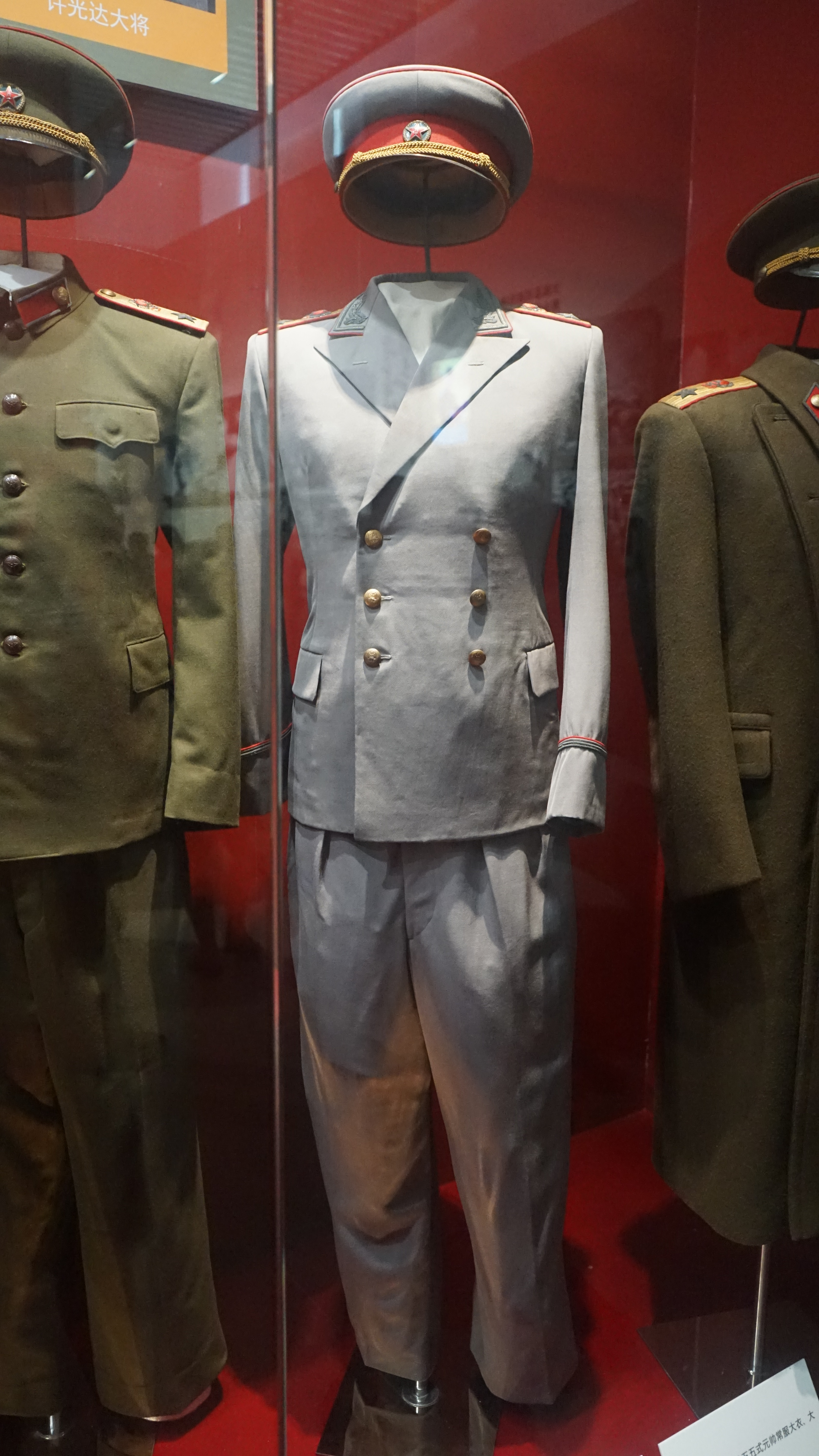
彭德怀元帅的55式节假日礼服（仅元帅及将官配发）
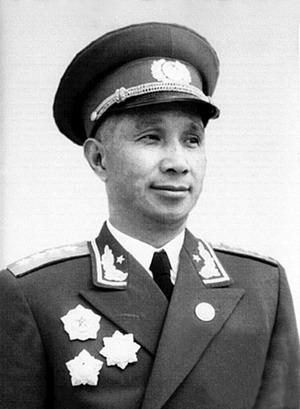
55式将官礼服(粟裕大将。同时佩戴一级八一勋章、一级独立自由勋章和一级解放勋章)
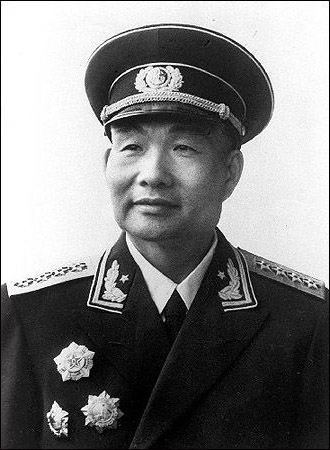
55式海军将官礼服（萧劲光海军大将）
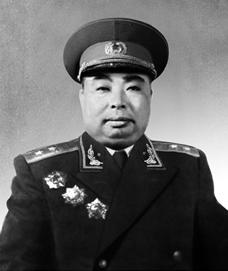
55式空军将官礼服（吴法宪空军中将）
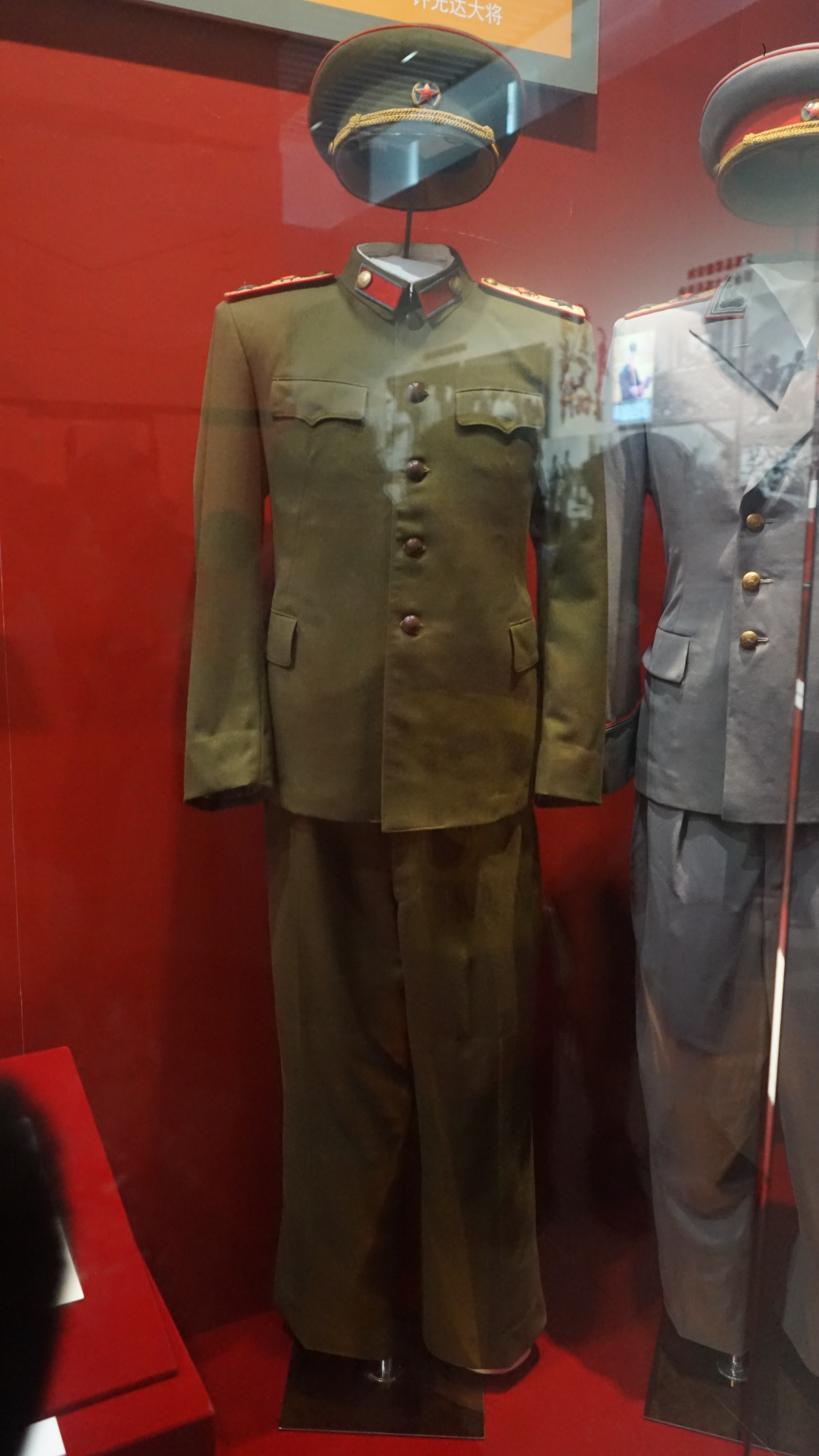
朱德元帅的常服
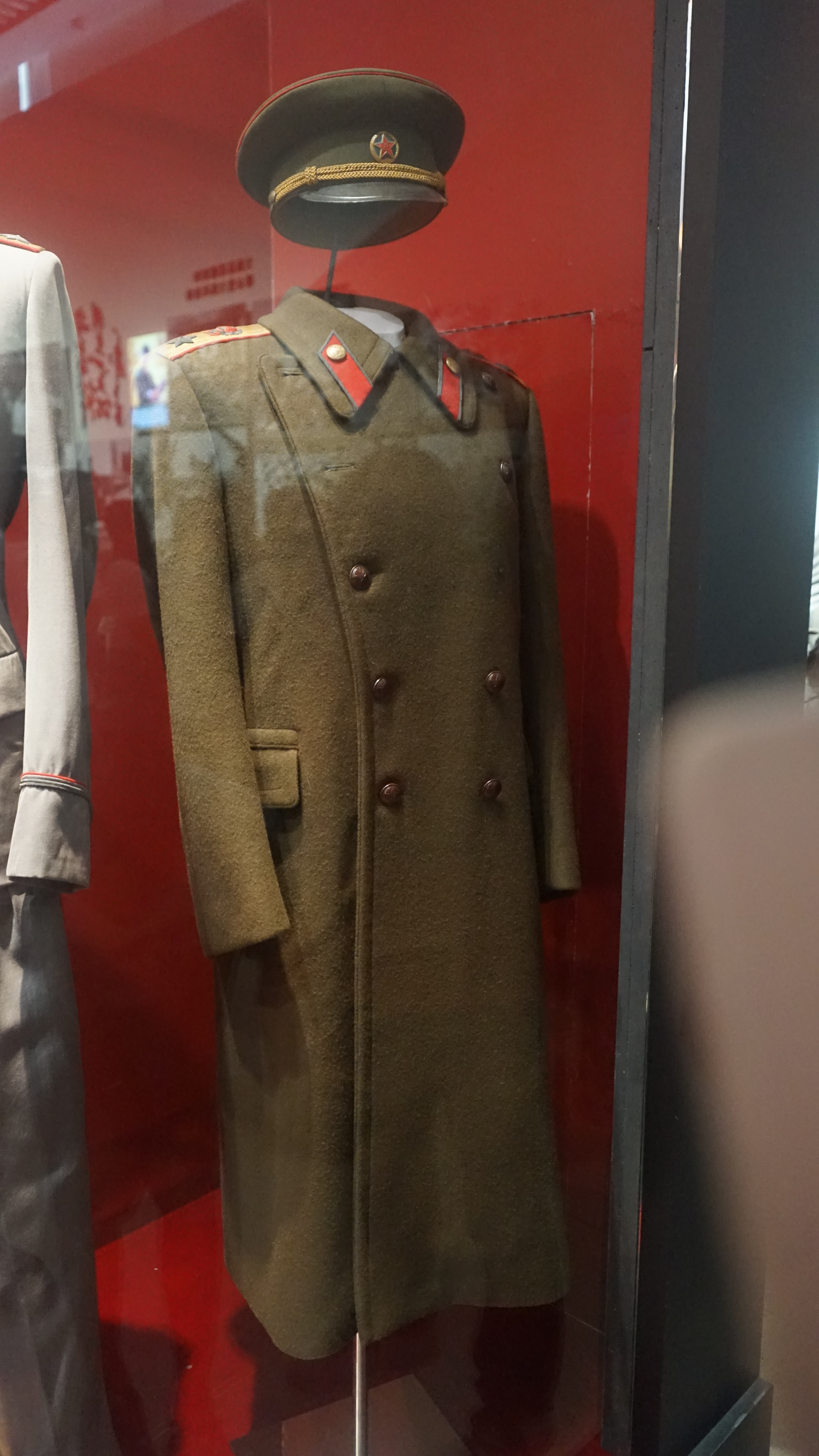
彭德怀元帅的常服大衣
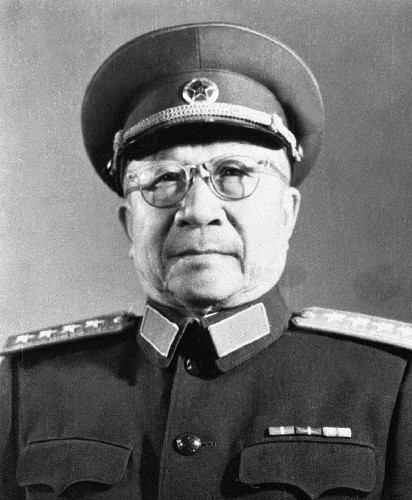
55式将官常服（张云逸大将，佩戴有八一、独立自由、解放三大勋章的略章）
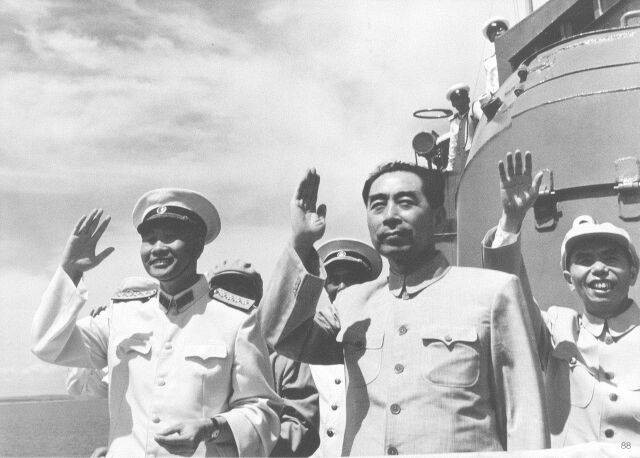
55式海军将官夏常服（左、萧劲光、1957年8月）
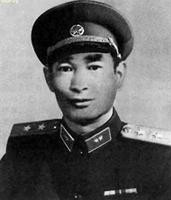
55式空军将官常服（邝任农空军中将）
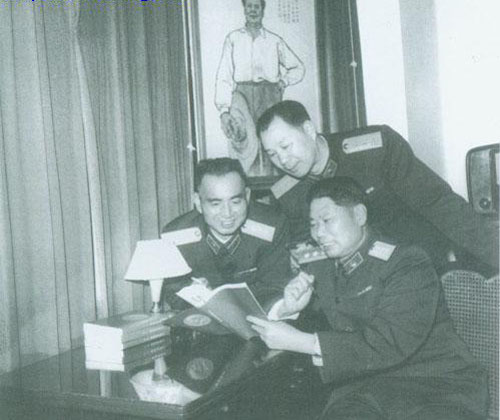
55式将官常服（1960年）
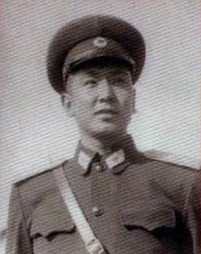
55式空军校官常服(王海空军中校）
55式驻朝志愿军尉官常服（志愿军少尉）
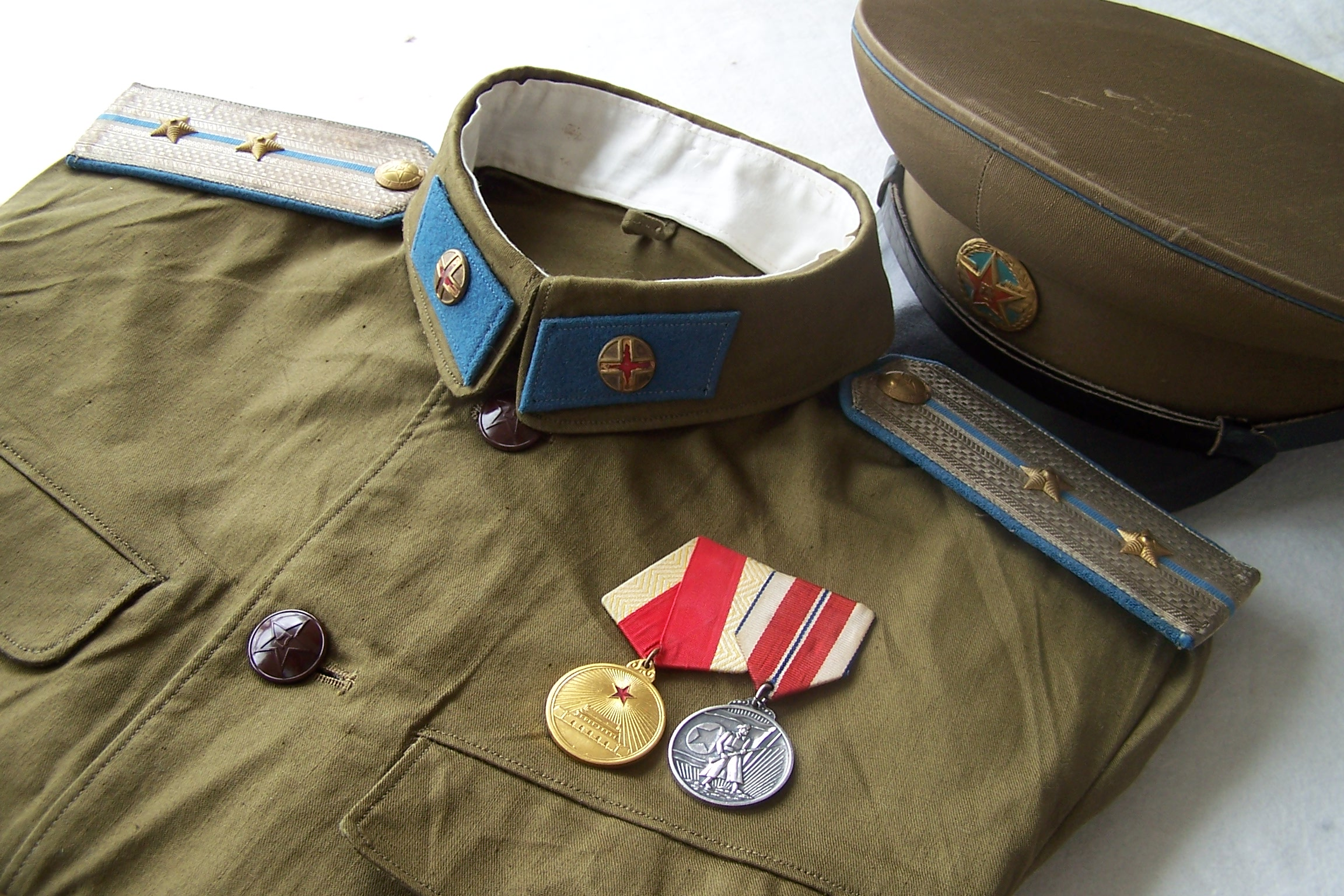
55式夏季空军尉官常服（军医中尉）
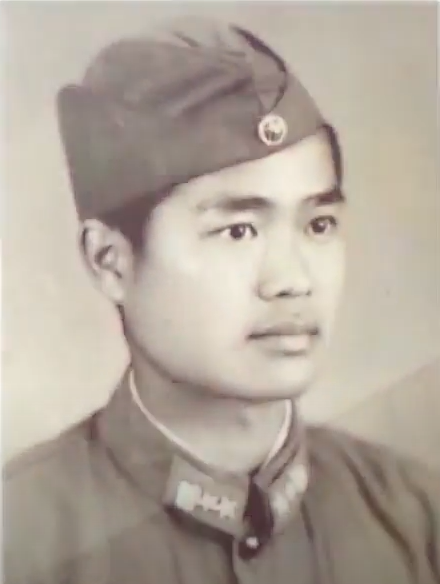
55式士兵常服（冷鹏飞化學上等兵）
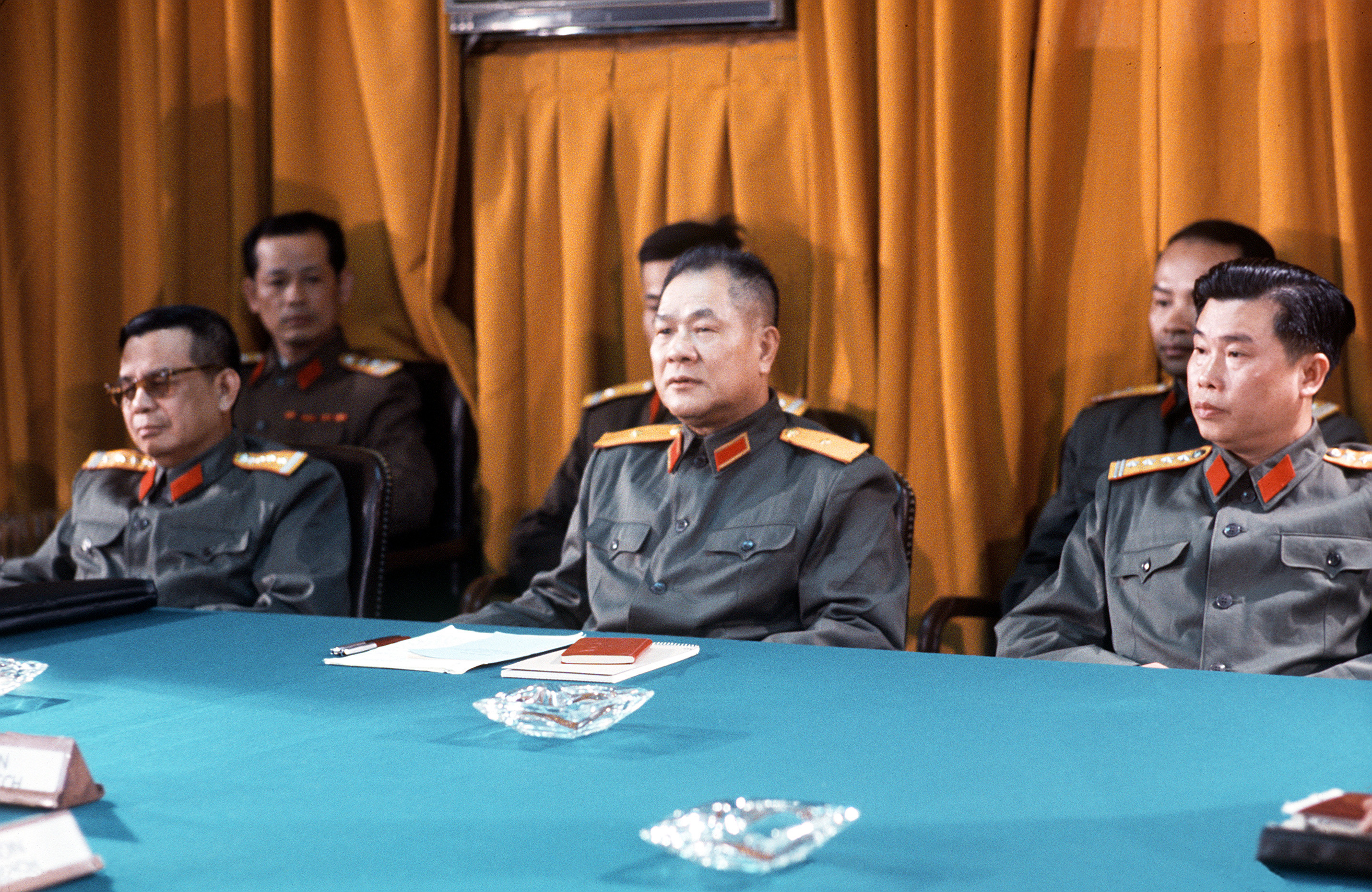
仿55式设计的越南58式将官及校官常服
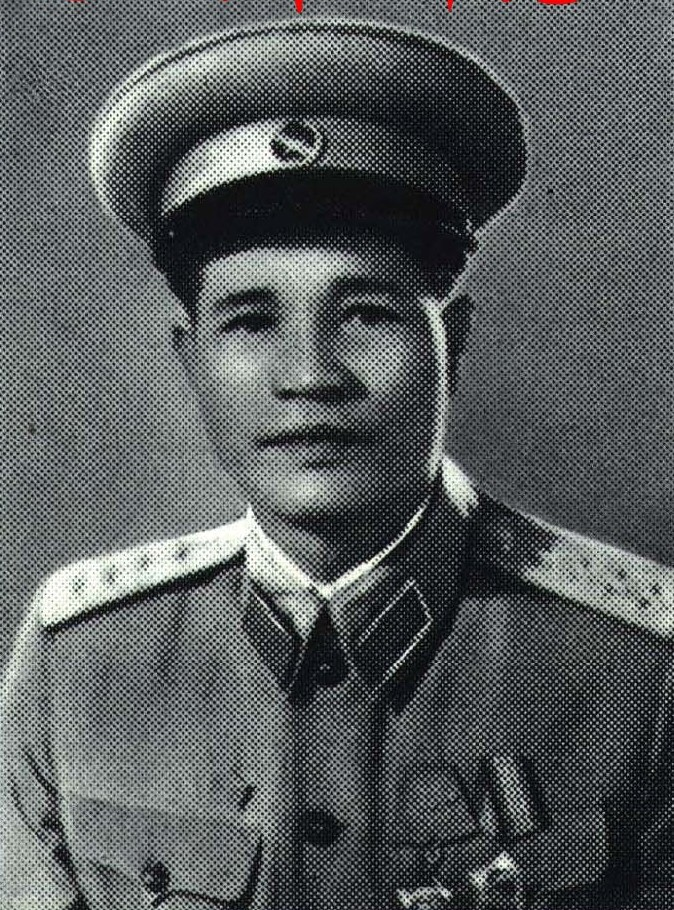
仿55式设计的越南58式將官常服（阮志清大將）
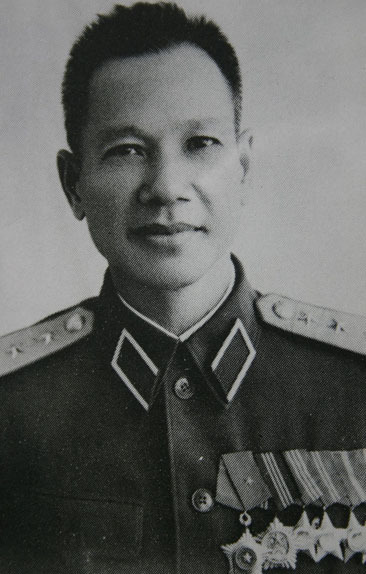
仿55式设计的越南58式將官常服（陈文茶大將）
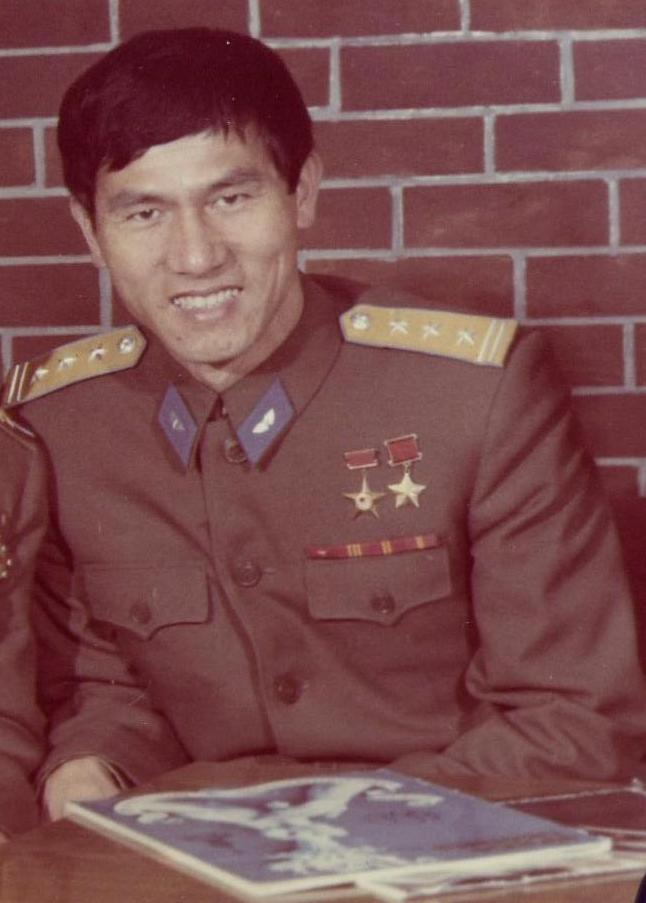
仿55式设计的越南58式空军校官常服（范遵空軍上校）

#### “五八”式军服
1958年7月，中央军委扩大会议作出《关于修改服装制式的决议》，陆、空军士兵的船形帽改为解放帽；军官大檐帽保留，在节日和外交等场合佩带肩章时戴用，平时也改为解放帽。对军衔符号做了调整，干部改为一般场合佩戴军衔领章，较正式场合才戴肩章和兵种符号领章。1959年4月9日《解放军报》刊发了《今年陆空军官兵发解放帽》的报道：

陆、空军士兵今年夏季改发解放帽，不发船形帽；军官的大檐帽保留，同时发给解放帽。改发解放帽后，陆、空军士兵一律不再戴船形帽；军官在佩戴军衔肩章、扎武装带时仍须戴大檐帽，在佩戴军衔领章时均戴解放帽。陆、空军官兵的解放帽上一律佩戴各该军种的小帽徽，帽徽钉于军帽前面的中央，帽徽下缘距帽墙上缘零点五公分。

1961年10月9日，军委办公会议通过冬服配套服装改革方案，由过去的单一的棉袄棉裤改为根据各地不同气候条件配发罩衣（外衣）、棉衣裤、绒衣裤、衬衣裤等。

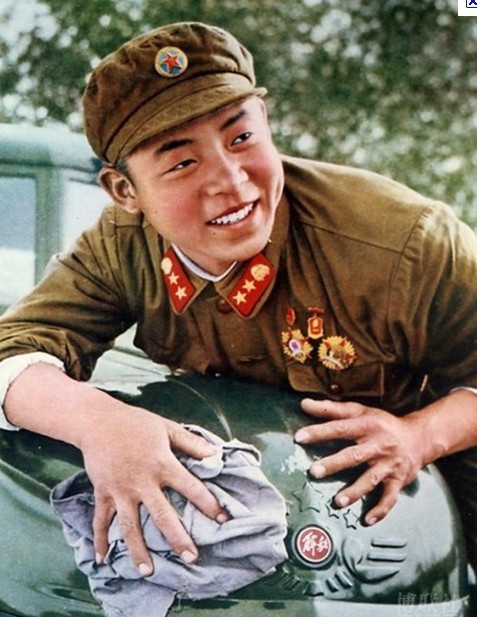
58式军服(雷锋)
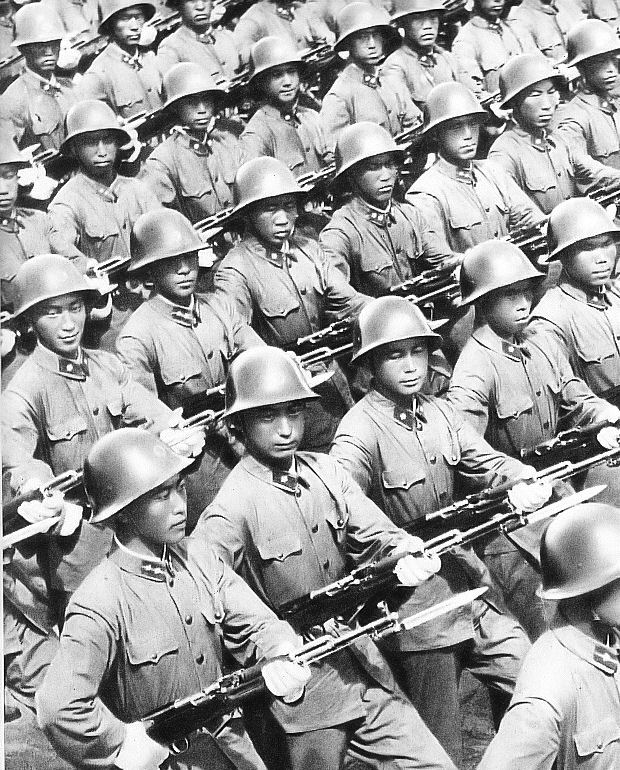
陆军士兵常服（1959年国庆10周年阅兵）
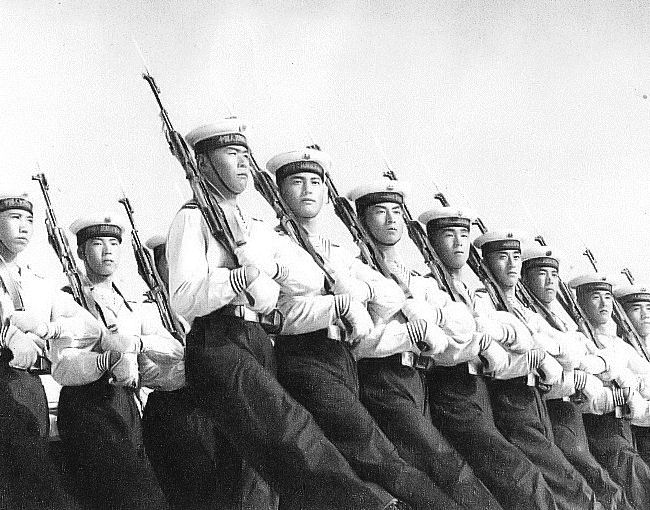
海军水兵夏常服（1959年国庆10周年阅兵）

#### “六五”式军服
1965年6月1日中国人民解放军取消军衔制后，随即废止55式军衔服装。解放军全体官兵都使用相同的缀红五角星帽徽的解放帽以及红领章。男、女军服式样基本相同。干部、士兵样式基本相同，但是人们从衣服口袋还可以区分干部和士兵。士兵为胸前两个明扣挖袋，军官为胸前两个暗扣挖袋和下摆两个挖袋。陆军军服为草绿色，海军为蓝灰色，空军为草绿色上衣和藏蓝色裤子。
1969年研制成功涤锦棉三元混纺单衣，此种面料称之为“的确良”1971年批准定型和批量生产，称“七一”式服装，是六五式军服的一个系列。由于的确良军服的染色特性，军服的色牢度得到提高。
1974年八一节，海军开始换装“七四”式海军服，废除了六五式海军服统一的蓝灰色中山装及解放帽的式样，恢复了水兵服、水兵帽和干部大檐帽。全军女军人发无檐帽和夏服裙。
1978年配发“七八”式军服，这是“七一”式的改进型，在冬装上全面使用化学合成纤维，减轻了军服重量，降低了单兵负荷，但式样并未改变，依旧是六五式军服的一个系列。
在军队之外，去掉帽徽领章的六五式军服于文革时期也在民间大受欢迎，而身穿六五军服头戴解放帽的形象也一度成为外国人对中国人着装的刻板印象之一。

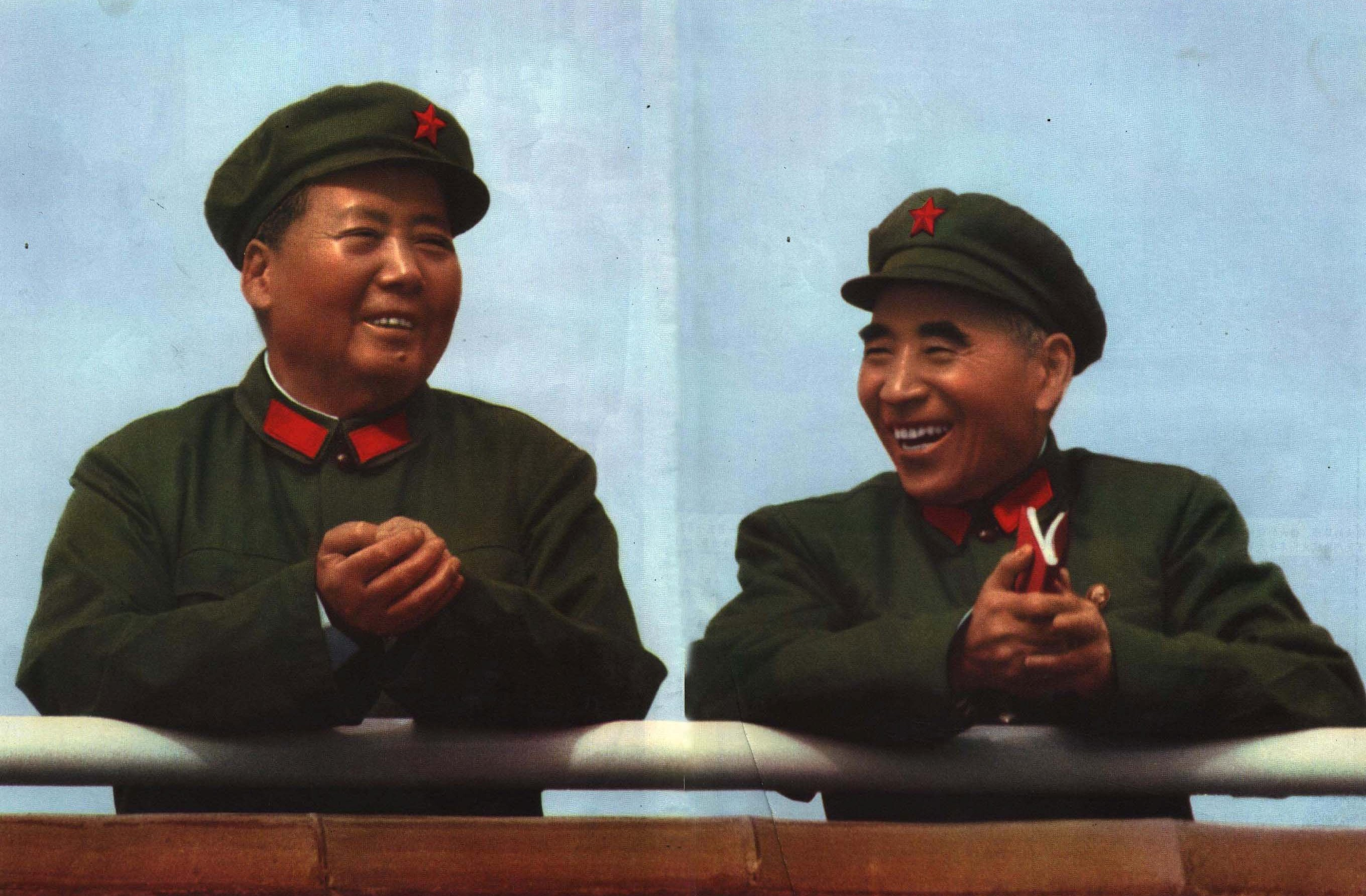
65式军服（1967年1月毛泽东和林彪）
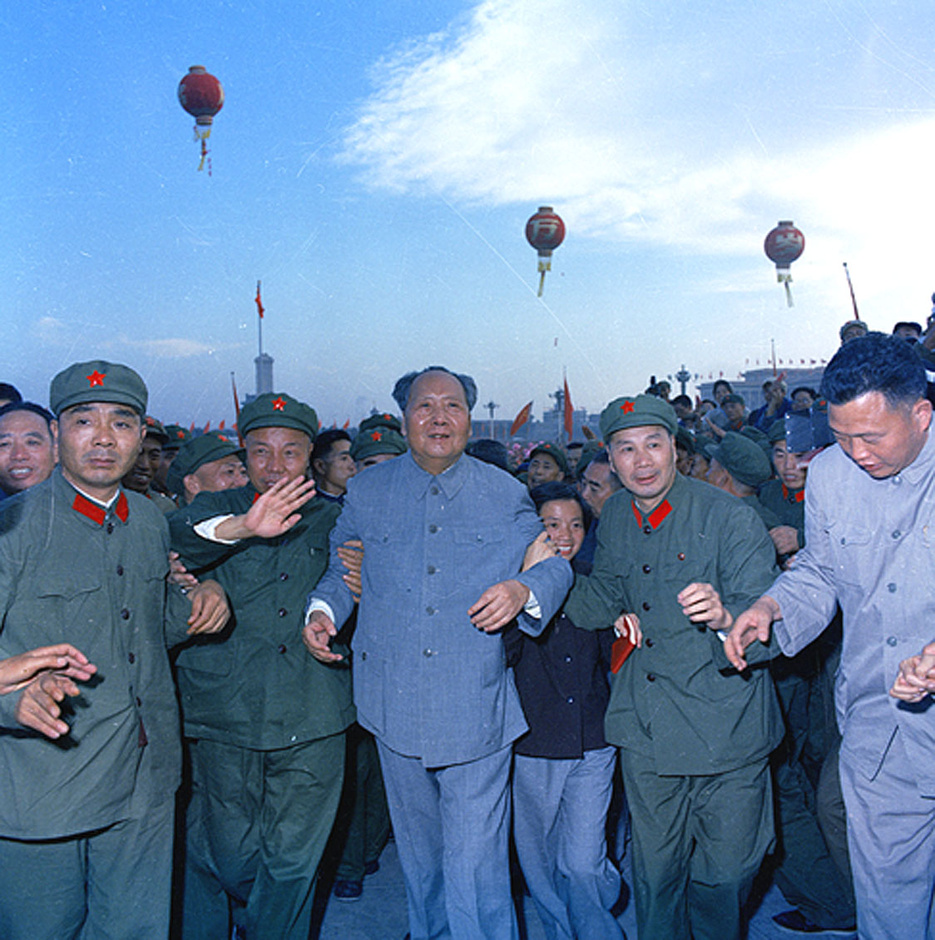
军级司令员（萧华、杨成武、1966年10月）
迎接尼克松的中国人民解放军陆海空三军仪仗队。（1972年2月）

#### “八五”式军服
1985年5月至1988年9月使用，这套军服模仿55式军服样式，但仅有常服。虽然没有实行军衔制，但是军官增加了肩章，士兵配发了新式领章。领章和肩章仅用来区分军种。另外还有仪仗队礼服。解放帽改为大檐帽，同时佩带圆形“八一”帽徽和军种肩领章。

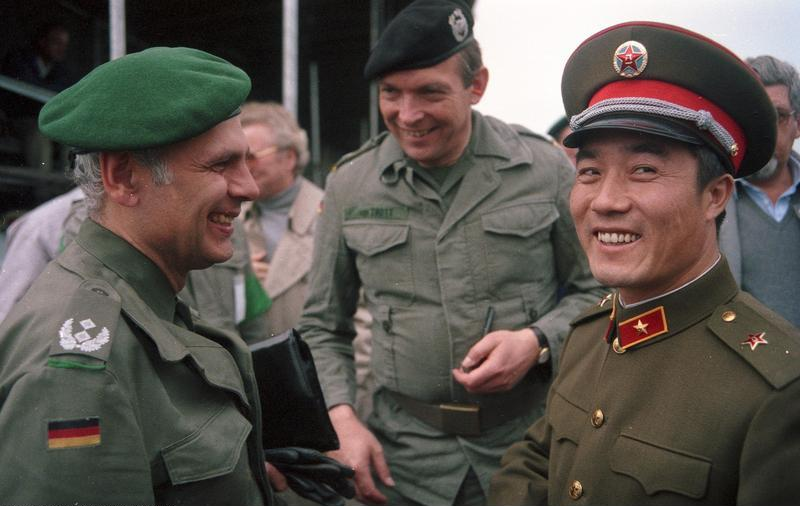
85式陆军军服（右）
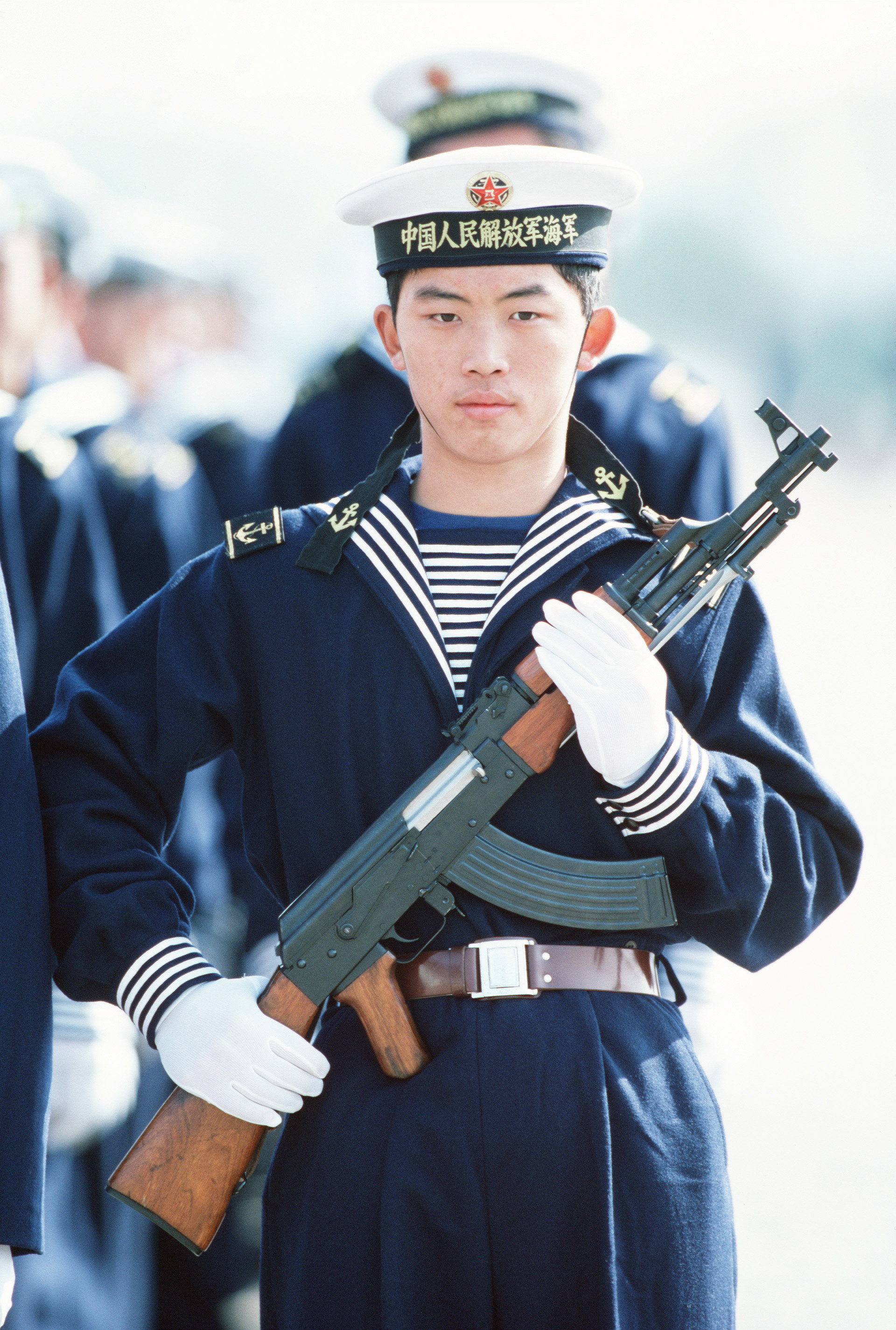
85式藏蓝色海军水兵服

#### “八七”式军服
1988年中央軍委決定恢復軍銜制以後，軍服於同年10月1日装备部队。这套军服参照了部分苏军69式军服的设计，是中国人民解放军军服史上一个转折点。其中有不同类型不同功用的军服，如：礼服、常服、作训服、演出服（文工团使用）、礼宾服（军乐团、仪仗队使用）、地勤服、迷彩服、防化服、坦克服、航空服等。
中越关系正常化后，越南人民军于1994年参照87式军服的设计仿制成94式军服。
1997年为驻港部队配发97式军服。这套军服保留了“八七”式服装的一些优点，但在结构、用料、颜色、服饰及配套方面均有改善。这套军服并且增加了夹克式常服、毛衣、体能训练服、士兵皮鞋、作战靴及贝雷帽等新品种，并且新增加了绶带、军种胸标、姓名牌、臂章等服饰标志。97式军服于1997年5月1日首先在驻香港部队试穿，随后装备驻澳门部队，除贝雷帽和新式衬衣在日后作为“九九式”采用外，这套军服并没有在内地装备。是87式军服的一个系列。
1999年配发贝雷帽和新式衬衣，称为99式军服，是87式的一个系列。
2004年为士兵换发仿毛料常服，即04式军服。这做到了官兵服装外观的基本一致。
2005年，空军将穿着了56年的上绿下蓝样式的军服配色取消，统一换为全蓝军服，称之为05式军服。05式军服只有空军穿着，除了颜色以外，没有任何式样的变化。
另外，从1999年以后生产的军服，一律在右臂加臂章袢。

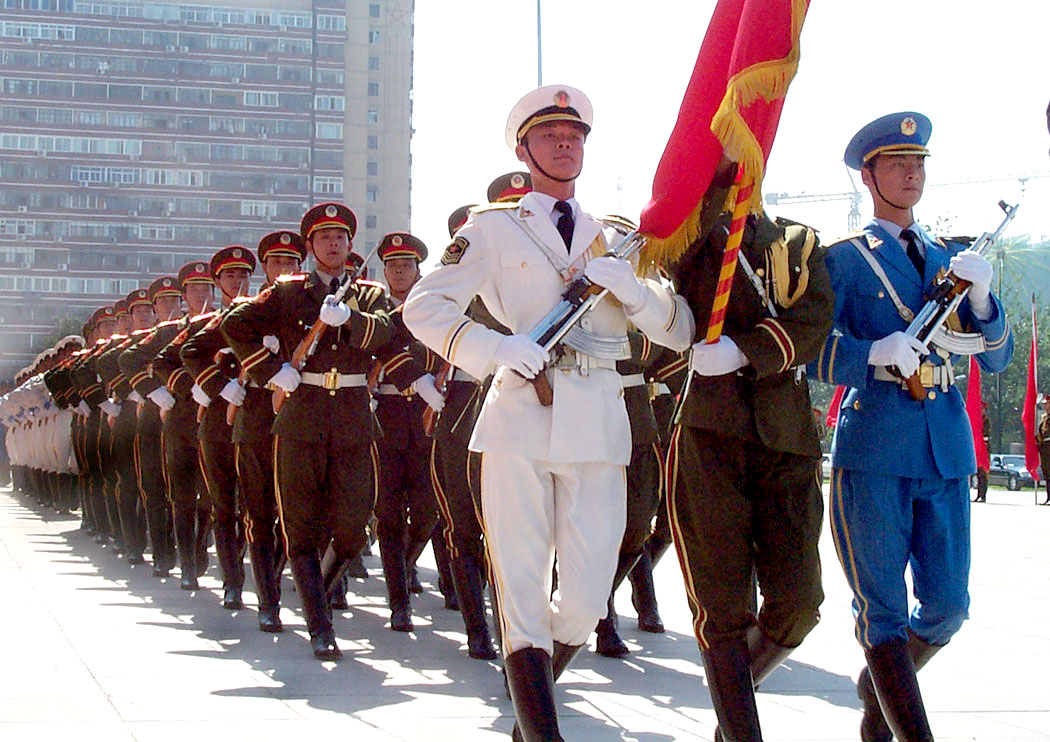
87式仪仗队礼服
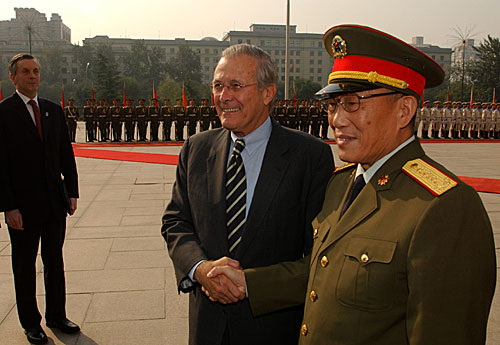
87式将官夏常服（用于春秋穿着），图中人物为曹刚川上将
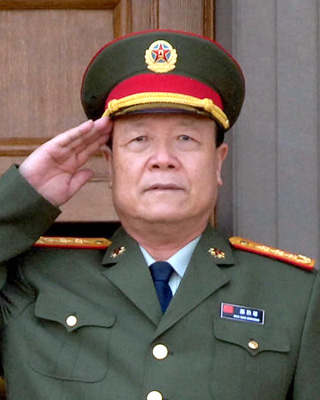
87式将官夏常服，图中人物为郭伯雄上将(军衔现已被褫夺)
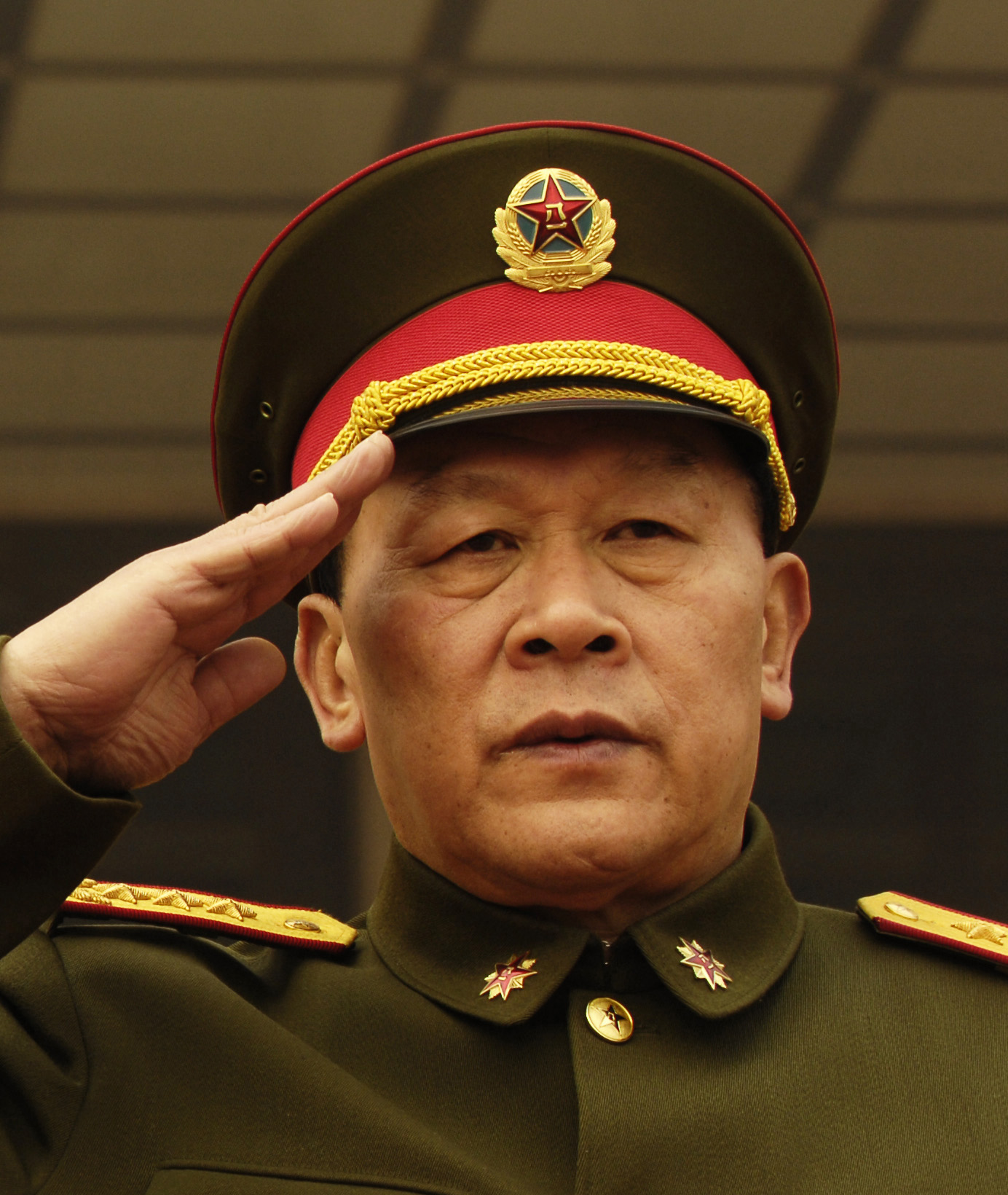
87式将官冬常服，图中人物为梁光烈上将
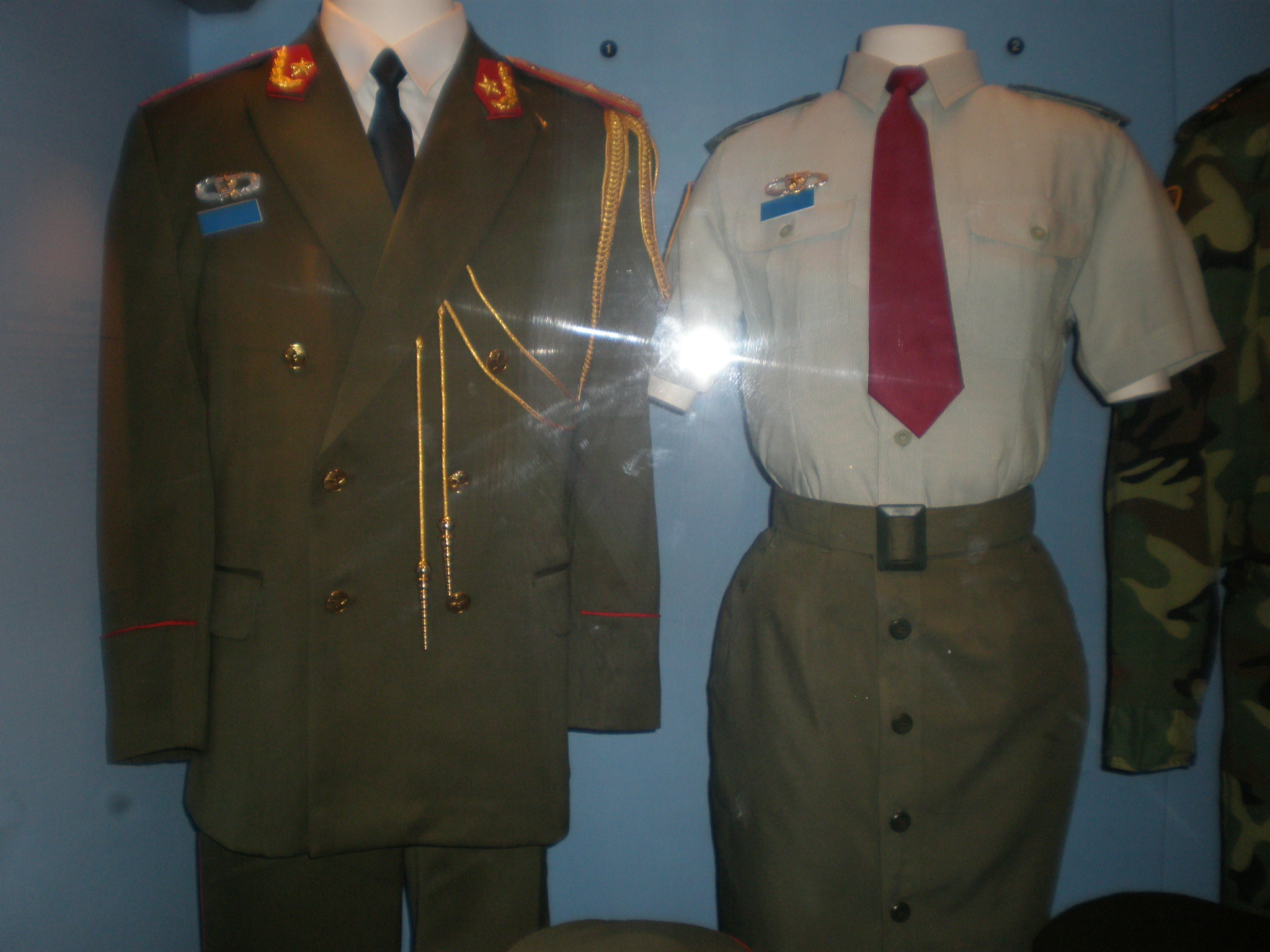
97式军官礼服（左）及女军官夏常服（右）
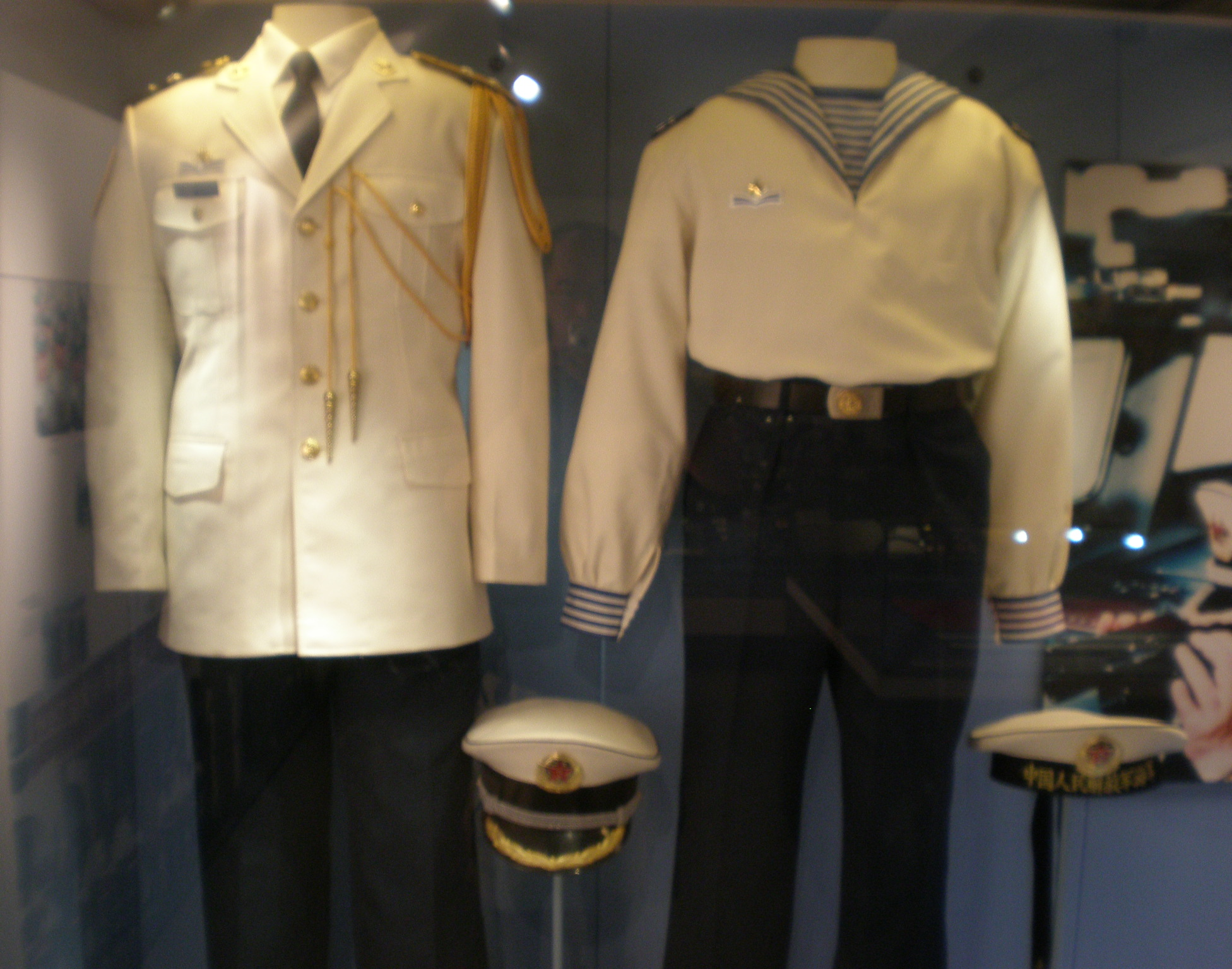
97式海军军官常服（左）及白色水兵服（右）
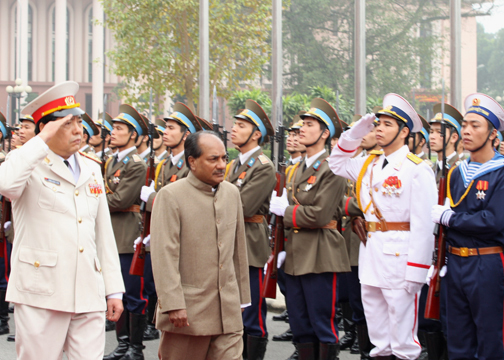
仿87式设计的越南94式仪仗队礼服
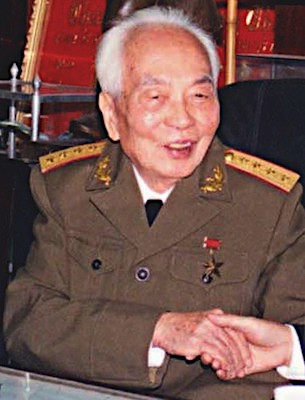
仿87式设计的越南94式将官夏常服（武元甲大将）

#### “〇七”式军服
这是中国人民解放军历史上最全面、最系统的一次军服改革。07式军服中：陆军军服颜色调整为松枝绿，海军军服调整为深藏青色和白色，空军军服在蓝灰色基础上作了适当加深，火箭军军服颜色为墨绿色和卡其色。并添加了胸标、臂章、级别资历章、国防服役章等装饰。

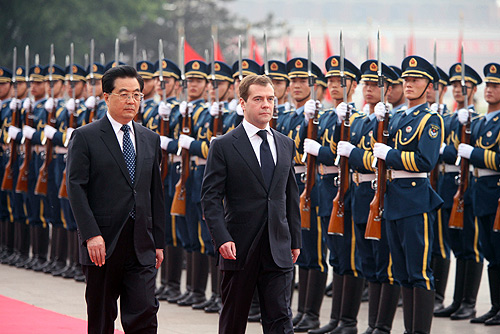
07式儀仗隊禮服
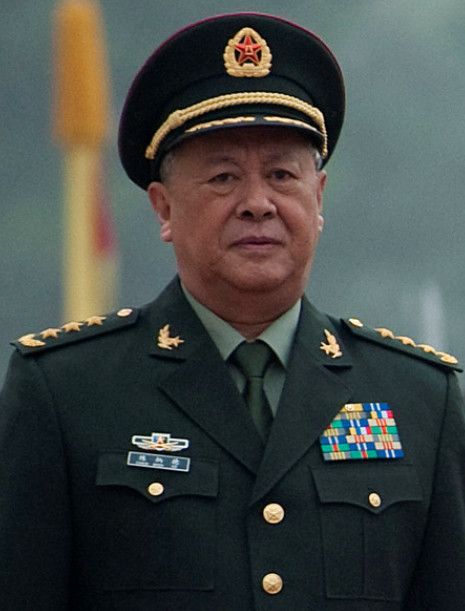
07式陆军将官春秋常服，图中人物为陈炳德上将
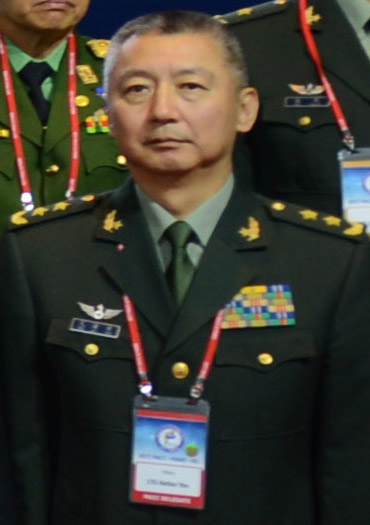
07式陆军将官春秋常服，图中人物为尤海涛中将，戴陆军胸标
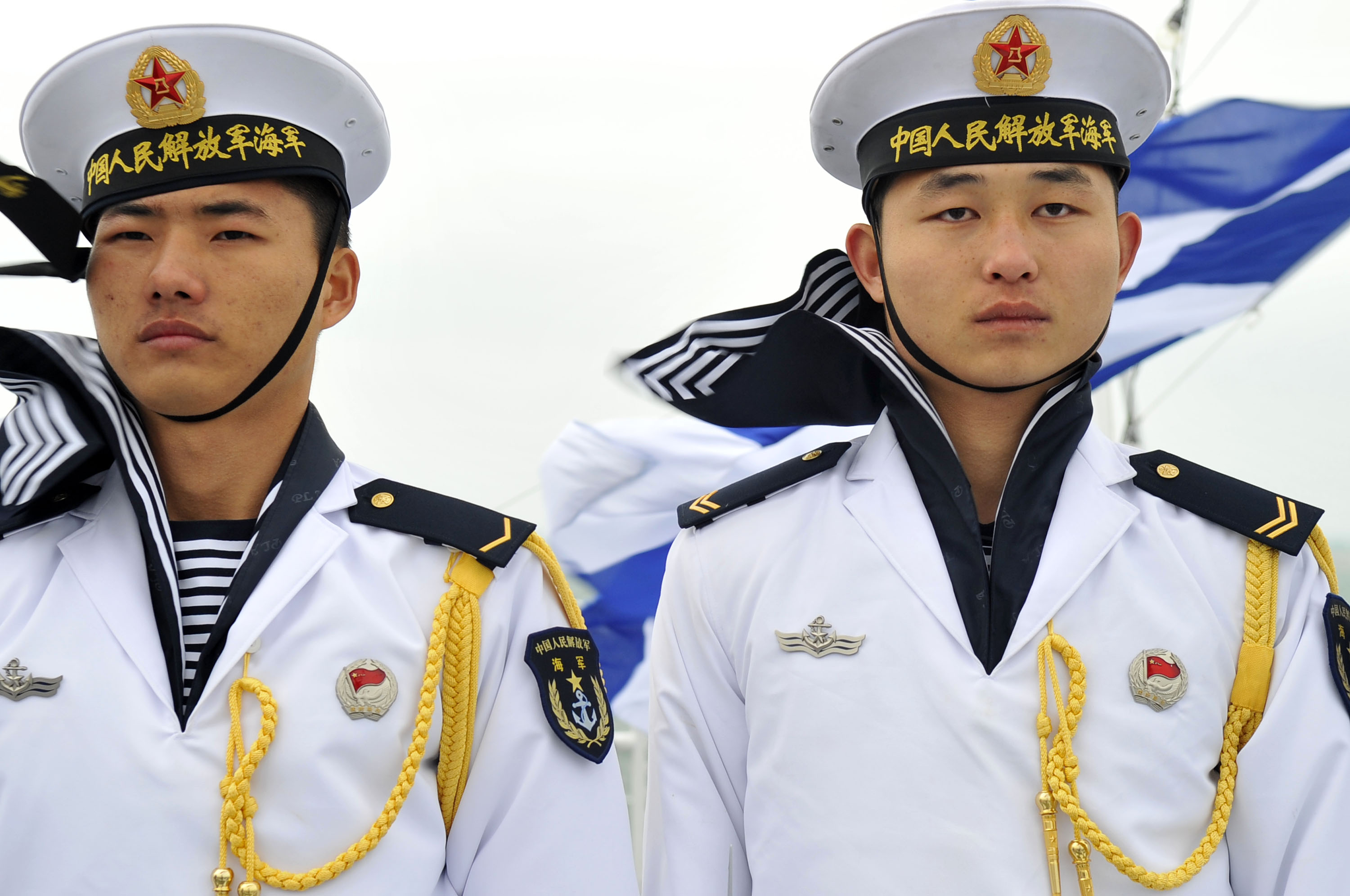
07式海軍水兵夏常服
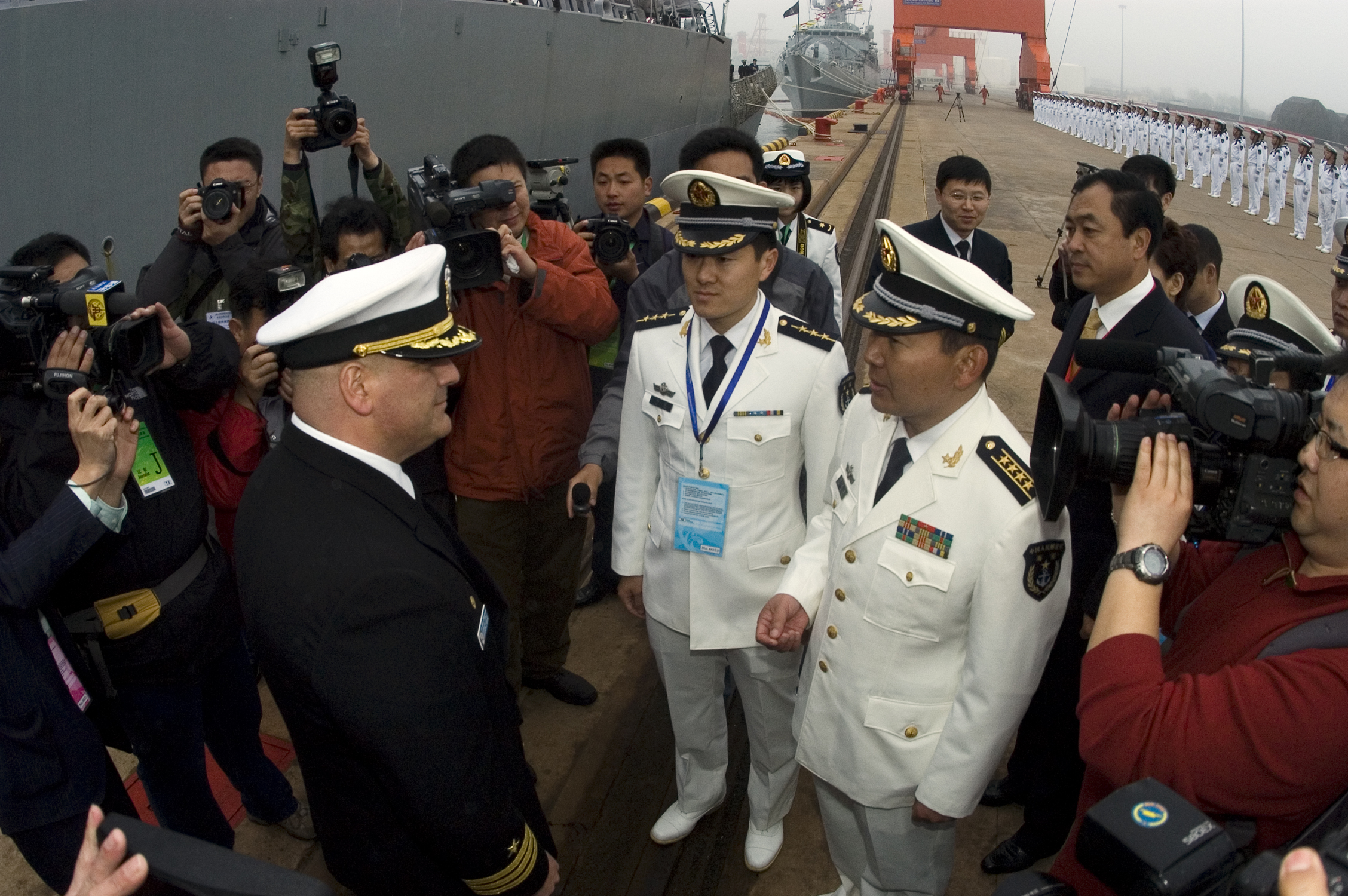
07式海軍軍官春秋常服
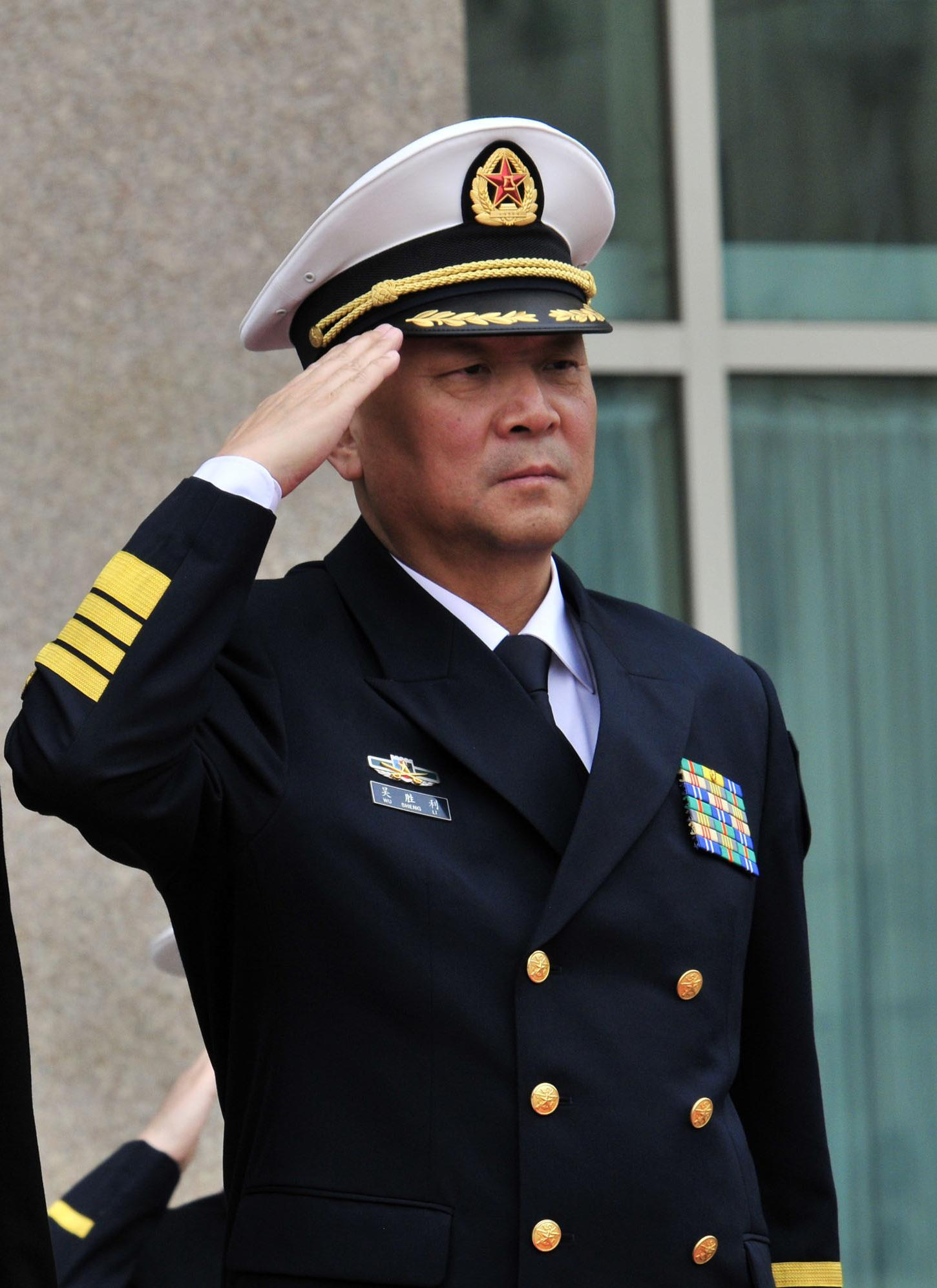
07式海軍軍官冬常服，图中人物为吴胜利海军上将
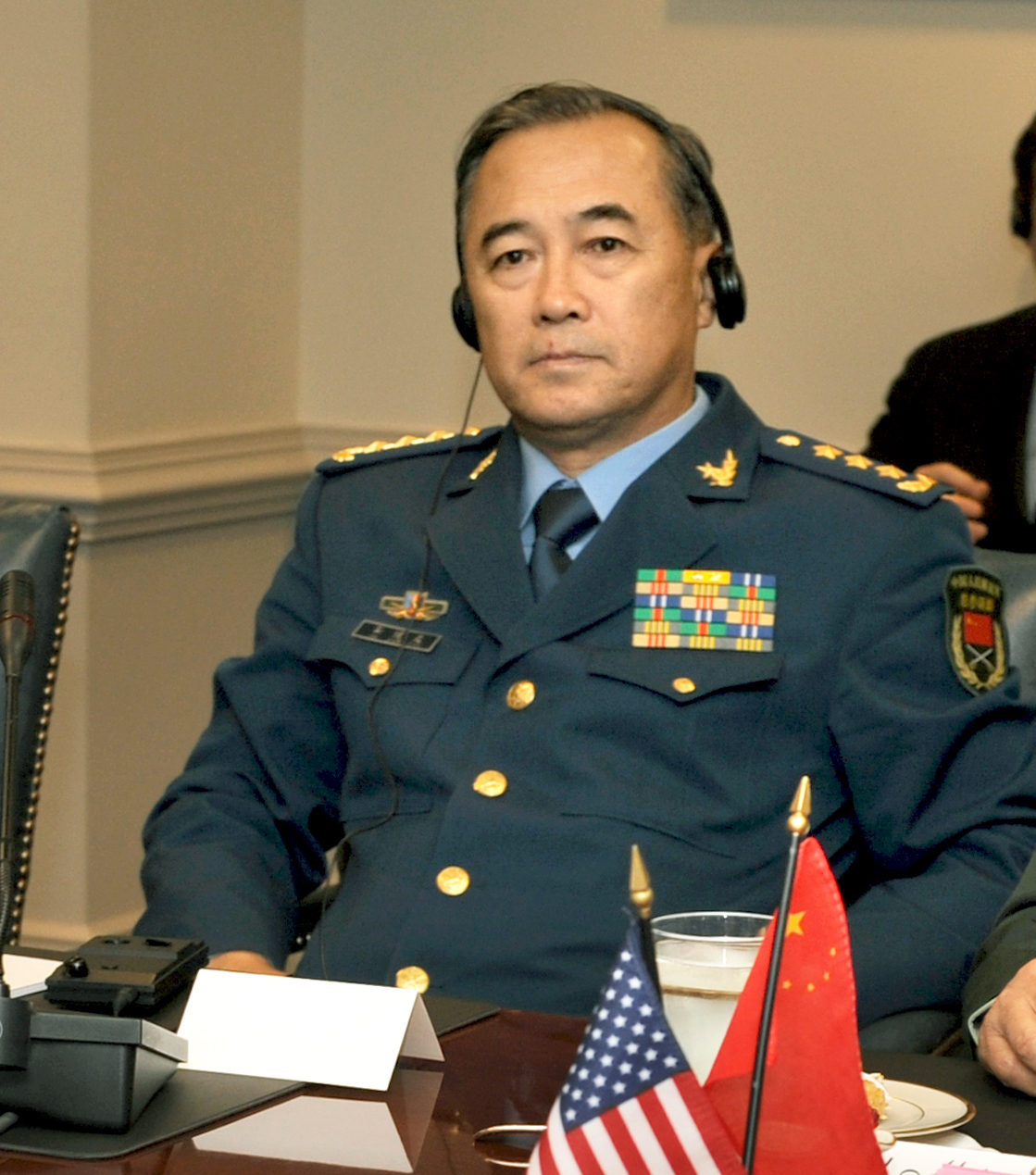
07式空軍軍官冬常服，图中人物为马晓天空军上将
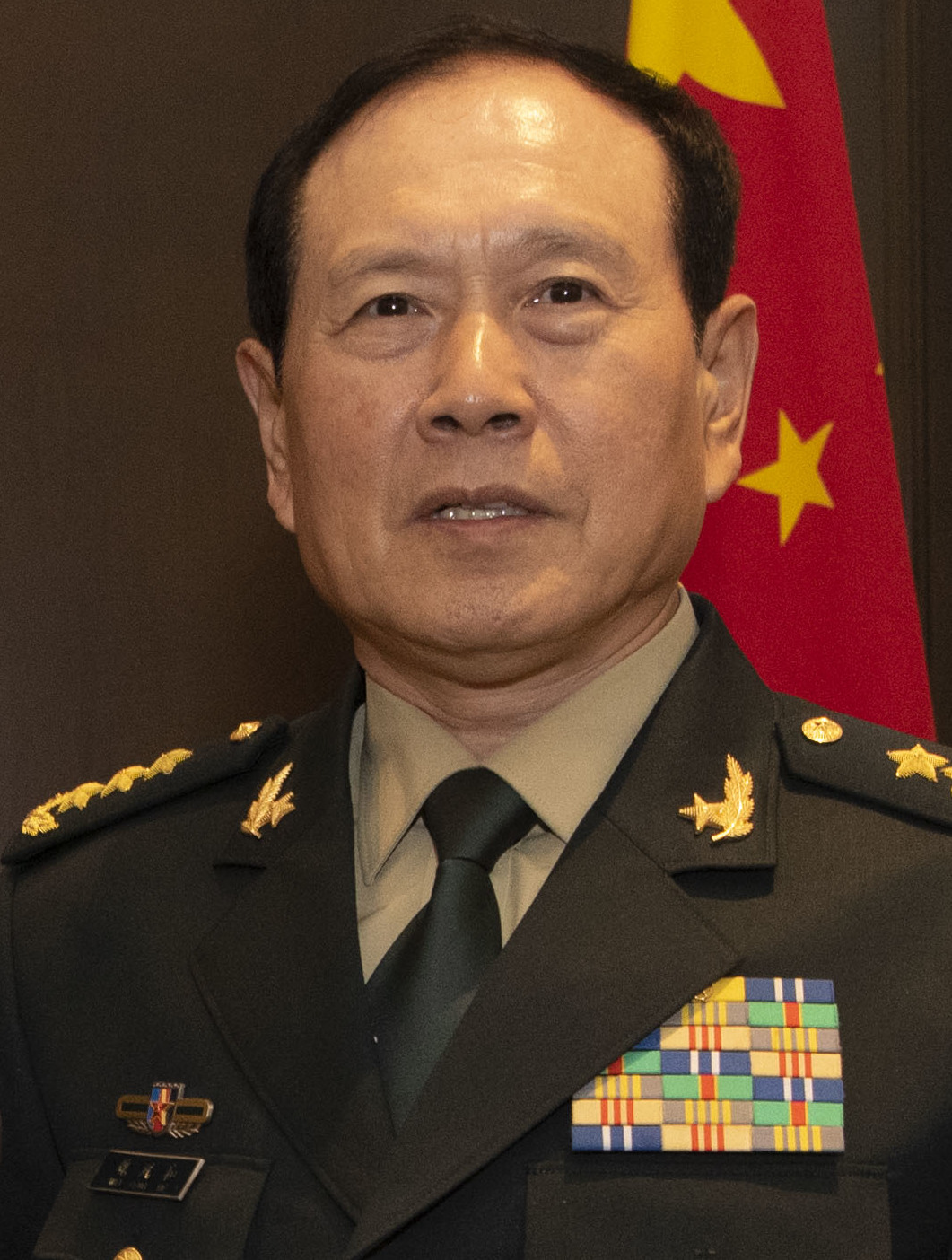
07式火箭軍軍官冬常服，图中人物为魏凤和上将(军衔现已被褫夺)

#### “一九”式通用作战服、“二一”式作训服和作业服
19式通用作战服是于2019年起逐步装备全军并准备部分替代07式军服，最明显的体现就是不再使用07式迷彩而是新式的“星空迷彩”；不再以军种来分配迷彩，而是以所处地域为基准使用相应的迷彩图案。俄罗斯方面应中国国防部请求移送了17套俄军现役军服，由此仿照俄军军服的设计首次引入了“勤务服”作为服装种类。但在如常服与礼服的其他方面相较07式军服没有变化。
2021年冬季起，全军开始换发21式作训服和作业服。21式作训服主要包括迷彩作训服、特勤作训服和作战鞋（靴），品类系列更加丰富完善；21式作业服采用夹克款式设计，区分春秋、冬作业服，运用新的军种颜色，配套大（卷）檐帽、作业服皮鞋等品种，这两类品种在全军分批分区组织换发。

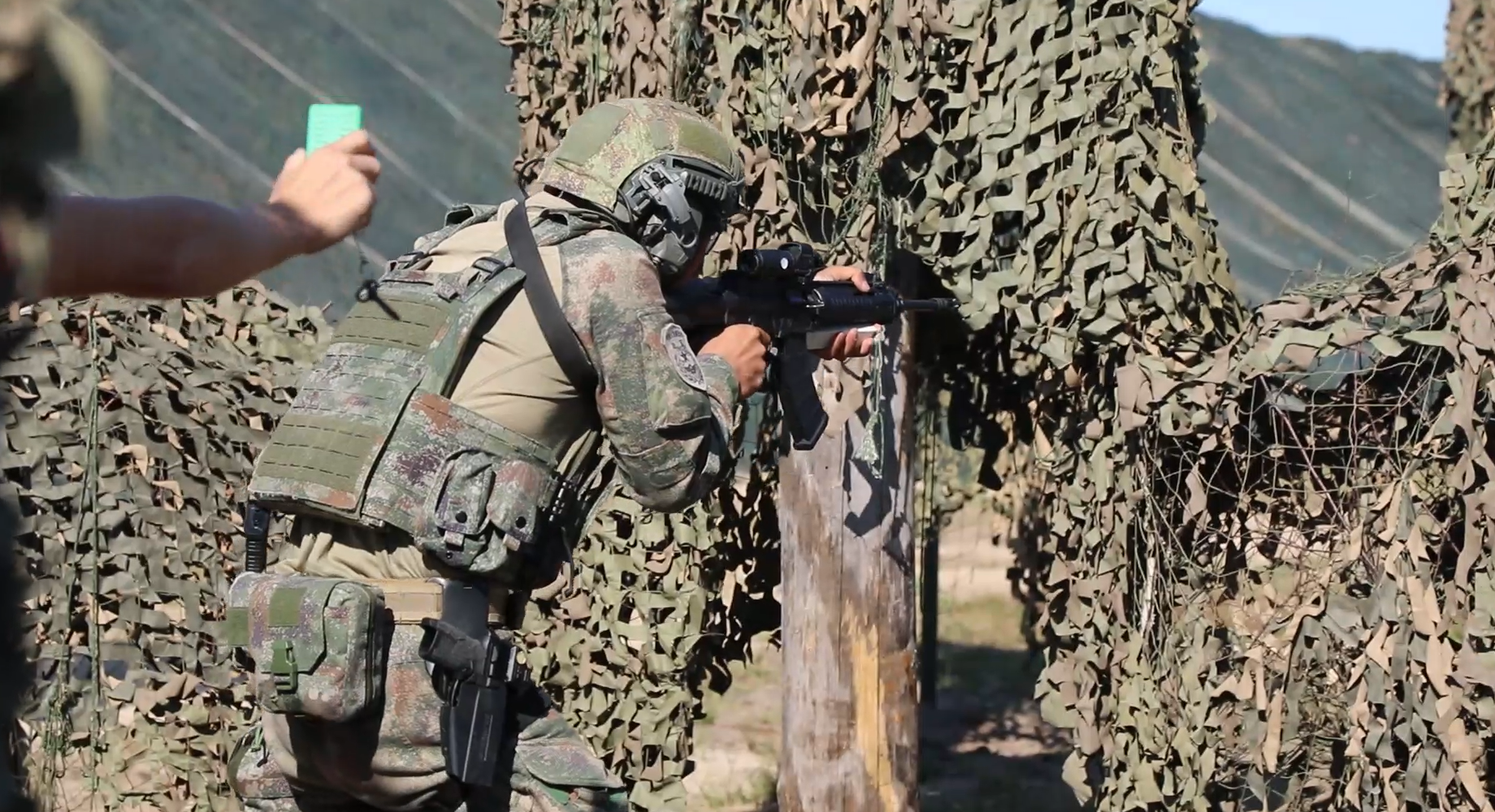
19式通用作战服（蛙皮）
身着19式勤务服的魏凤和上将（右）